# حقوق الإنسان في إسرائيل
وقد أشارت منظمات حقوق الإنسان الدولية، إلى جانب الأمم المتحدة ووزارة الخارجية الأميركية، إلى انتهاكات حقوق الإنسان التي ترتكبها إسرائيل، وخاصة ضد الأقليات. تتضمن هذه التقارير انتهاكات لحقوق الفلسطينيين، سواء داخل إسرائيل أو خارجها، وكذلك مجموعات أخرى في إسرائيل.
وُصفت إسرائيل في إعلان استقلالها بأنها "دولة يهودية" – وقد تم اعتماد التعريف القانوني "دولة يهودية وديمقراطية" في عام 1985. بالإضافة إلى الأغلبية اليهودية في المنطقة باستثناء الأراضي الفلسطينية المحتلة، تعد إسرائيل موطنا للأقليات الدينية والعرقية، وبعضها يعاني من التمييز. وفي الأراضي الفلسطينية، تعرضت الحكومات الإسرائيلية المتعاقبة لانتقادات دولية من دول أخرى فضلاً عن جماعات حقوق الإنسان الدولية والمحلية. أحد القوانين الأساسية لإسرائيل، والذي يهدف إلى تشكيل أساس الدستور المستقبلي، القانون الأساسي: كرامة الإنسان وحريته، هو أداة رئيسية لحماية حقوق الإنسان والحريات المدنية في دولة إسرائيل. ومع ذلك، فقد أكد مجلس حقوق الإنسان التابع للأمم المتحدة ومنظمة عدالة الإسرائيلية لحقوق الإنسان أن هذا القانون لا يتضمن في الواقع حكماً عاماً بشأن المساواة وعدم التمييز.
وصفت منظمة فريدوم هاوس إسرائيل بأنها أكثر حرية سياسية وديمقراطية من الدول المجاورة في الشرق الأوسط. وبحسب تقرير وزارة الخارجية الأميركية لعام 2015 حول ممارسات حقوق الإنسان ‏، فإن إسرائيل تواجه مشاكل كبيرة في مجال حقوق الإنسان فيما يتصل بالتمييز المؤسسي ضد المواطنين العرب في إسرائيل (الذين يعرّف الكثير منهم أنفسهم على أنهم فلسطينيون)، والإسرائيليين الإثيوبيين والنساء، ومعاملة اللاجئين والمهاجرين غير النظاميين. وتشمل مشاكل حقوق الإنسان الأخرى التمييز المؤسسي ضد اليهود غير الأرثوذكس والأسر المختلطة، وانتهاكات حقوق العمل ضد العمال الأجانب.

## التاريخ
اعتمد مجلس عصبة الأمم قراراً في الرابع من سبتمبر/أيلول 1931 بشأن الشروط العامة المطلوبة لإنهاء نظام الانتداب. وكان من المقرر أن تقدم الحكومة الجديدة إعلانًا شفهيًا أو مكتوبًا يعترف بقبول الالتزام بضمان الحقوق المتساوية للأقليات العرقية والدينية دستوريًا. وقد جاء هذا القرار في أعقاب سابقة طويلة الأمد في القانون الدولي في الحالات التي ساعدت فيها القوى العظمى في استعادة السيادة على إقليم ما. وقد تضمن قرار الأمم المتحدة بشأن "الحكومة الفلسطينية المستقبلية" خطة تقسيم وخطة لحماية الأقليات. ووضعت حقوق الأقليات والنساء والحقوق الدينية تحت حماية الأمم المتحدة ومحكمة العدل الدولية. وقد تضمنت الخطة ضمانات محددة لحقوق الإنسان الأساسية. وكان من المقرر أن تقدم الدول الجديدة إعلانًا، والذي كان وفقًا للسوابق يعادل معاهدة. وقد نص القرار على أن "الأحكام الواردة في الإعلانات معترف بها كقوانين أساسية للدولة، ولا يجوز لأي قانون أو لائحة أو إجراء رسمي أن يتعارض مع هذه الأحكام أو يتدخل فيها، ولا يجوز لأي قانون أو لائحة أو إجراء رسمي أن يسود عليها".
وقد أعلن إعلان قيام دولة إسرائيل في 14 مايو/أيار 1948 أن "حق الشعب اليهودي في إعادة الميلاد القومي في بلده" قد تم الاعتراف به في إعلان بلفور الصادر في 2 نوفمبر/تشرين الثاني 1917، وتم التأكيد عليه مرة أخرى في صك الانتداب الصادر عن عصبة الأمم، والذي أعطى، على وجه الخصوص، إقراراً دولياً للصلة التاريخية بين الشعب اليهودي و"أرض إسرائيل وحق الشعب اليهودي في إعادة بناء وطنه القومي". وأعلنت أيضًا أن الدولة "ستكون مفتوحة للهجرة اليهودية ولجمع المنفيين؛ وستعزز تنمية البلاد لصالح جميع سكانها؛ وستقوم على الحرية والعدالة والسلام كما تصورها أنبياء إسرائيل ؛ وستضمن المساواة الكاملة في الحقوق الاجتماعية والسياسية لجميع سكانها بغض النظر عن الدين أو العرق أو الجنس؛ وستضمن حرية الدين والضمير واللغة والتعليم والثقافة؛ وستحمي الأماكن المقدسة لجميع الأديان؛ وستكون وفية لمبادئ ميثاق الأمم المتحدة ".
يجادل بعض الأكاديميين البريطانيين بأن إسرائيل لم تفِ بالتزامها بحماية حقوق الأقليات دستوريًا.
ينص القانون الأساسي الإسرائيلي: كرامة الإنسان وحريته، على أن حقوق الإنسان الأساسية في إسرائيل يجب أن تُحترم بروح المبادئ المنصوص عليها في الإعلان، ولكنه استثنى على وجه التحديد التشريعات التي كانت سارية بالفعل. ويقول خبراء القانون الإسرائيليون إن صياغة القانون تم اعتمادها لتجنب صعوبة إعطاء الأولوية للمساواة، والتي لم يتم ترسيخها صراحة. النتيجة هي أن مبدأ المساواة يمكن عكسه من خلال التشريع العادي، وعلاوة على ذلك لن يتغلب على القوانين التشريعية أو التي وضعها القاضي.

## وضع الحريات والحقوق السياسية والحريات المدنية في إسرائيل

### حقوق المواطنة
قانون الجنسية الإسرائيلي وقانون العودة يفرقان بين الإسرائيليين اليهود والإسرائيليين الفلسطينيين من خلال ترسيخ مفهوم الجنسية اليهودية باعتبارها منفصلة عن المواطنة الإسرائيلية. على الرغم من عنوانه، فإن قانون الجنسية لا ينشئ مفهوم الجنسية الإسرائيلية، بل يربط الجنسية بالانتماء الديني.
ويسمح قانون الجنسية للفلسطينيين بأن يصبحوا مواطنين في إسرائيل فقط إذا كانوا موجودين (أو هم من نسل الموجودين) في إسرائيل بين عامي 1948 و1952. وتستثني هذه القيود جميع الذين النكبة بين ديسمبر/كانون الأول 1947 ومارس/آذار 1949 وأحفادهم. ويضمن قانون العودة حق كل يهودي في الهجرة إلى إسرائيل ويصبح مواطناً إسرائيلياً تلقائياً. إن الفلسطينيين وأحفادهم الذين طردوا أو فروا بين ديسمبر/كانون الأول 1947 ومارس/آذار 1949 محرومون من هذا الحق.
إن قانون المواطنة والدخول إلى إسرائيل (2003) ‏ يحرم الفلسطينيين من الأراضي الفلسطينية المحتلة من الحق في الحصول على الإقامة الإسرائيلية أو الجنسية الإسرائيلية، حتى في الحالات التي يتزوجون فيها من مواطني إسرائيل. ويستند هذا الحظر على الجنسية وليس على المخاوف الأمنية الخاصة بكل حالة على حدة.
في 28 يوليو/تموز 2008، أقر الكنيست قانون المواطنة (التعديل رقم 9) (سلطة سحب الجنسية) (2008)، الذي يسمح بسحب الجنسية الإسرائيلية على أساس "خرق الثقة". وبشكل أكثر تحديدا، قد يشمل خرق الثقة الإقامة في بعض الدول العربية أو الإسلامية أو قطاع غزة. ويجوز بموجب هذا القانون إلغاء الجنسية على هذا الأساس دون إدانة جنائية.

### تصنيفات الحقوق والحريات من قبل المنظمات غير الحكومية
في تقريرها السنوي لعام 2013 حول الحرية في العالم، الذي أعدته منظمة فريدوم هاوس ومقرها الولايات المتحدة، والتي تحاول قياس درجة الديمقراطية والحرية السياسية في كل دولة، صنفت إسرائيل إلى جانب تونس باعتبارهما الدولتين الحرتين الوحيدتين في الشرق الأوسط وشمال أفريقيا.
| الدولة / الكيان – منظمة غير حكومية | منظمة بيت الحرية                           | منظمة بيت الحرية | منظمة بيت الحرية | وحدة الاستخبارات الاقتصادية                                                                  | وحدة الاستخبارات الاقتصادية | منظمة الشفافية الدولية  |
| تصنيف التقارير                     | الحرية في العالم                           | الحرية في العالم | الحرية في العالم | مؤشر الديمقراطية                                                                             | مؤشر الديمقراطية            | مؤشر مدركات الفساد      |
|                                    | تصنيف الحرية مجاني، مجاني جزئيًا، غير مجاني | الحقوق السياسية  | الحريات المدنية  | تقييم الديمقراطية الديمقراطية الكاملة، الديمقراطية المعيبة، النظام الهجين، النظام الاستبدادي | النتيجة الإجمالية           | الفساد السياسي التصورات |
| ---------------------------------- | ------------------------------------------ | ---------------- | ---------------- | -------------------------------------------------------------------------------------------- | --------------------------- | ----------------------- |
| إسرائيل                            | حر                                         | 1                | 2                | الديمقراطية المعيبة                                                                          | 7.79                        | 6.0                     |
| الأراضي المحتلة الإسرائيلية        | غير مجاني                                  | 6                | 6                | غير متوفر                                                                                    | غير متوفر                   | غير متوفر               |

الملاحظات
- وفقًا لتصنيفات منظمة فريدوم هاوس لعام 2009.[26] بالنسبة لمؤشرات الحقوق السياسية والحريات المدنية، يمثل الرقم 1 التصنيف الأكثر حرية، ويمثل الرقم 7 التصنيف الأقل حرية.
- وفقًا لتصنيفات وحدة الاستخبارات الاقتصادية لعام 2010.[27] وتحصل الديمقراطيات الكاملة على درجة إجمالية تتراوح بين 10 و8، وتحصل الديمقراطيات المعيبة على درجة إجمالية تتراوح بين 7.9 و6، وتحصل الأنظمة الهجينة على درجة إجمالية تتراوح بين 5.9 و4، وتحصل الأنظمة الاستبدادية على درجة إجمالية تتراوح بين 3.9 و1. مدى الديمقراطية يرتفع كلما ارتفعت النتيجة.
- وفقًا لمؤشر مدركات الفساد السنوي الذي تصدره منظمة الشفافية الدولية،[28] تتراوح النتيجة من 10 (نظيف تمامًا) إلى 0 (فاسد للغاية).

وقد انتقد مواطنون إسرائيليون ومنظمات حقوق الإنسان الحكومة الإسرائيلية بسبب مهاجمتها لمنظمات المجتمع المدني ونشطاء حقوق الإنسان في السنوات الأخيرة. وبحسب جمعية الحقوق المدنية في إسرائيل ‏، وهي أقدم وأكبر منظمة للحريات المدنية في إسرائيل، فإن سلسلة من الجهود التي بذلتها الحكومة الإسرائيلية في السنوات الأخيرة هاجمت المجتمع المدني الإسرائيلي والمحكمة العليا في إسرائيل. يقدم تقرير أصدرته جمعية حقوق المواطن في إسرائيل في ديسمبر/كانون الأول 2017 ما تعتبره أمثلة على الهجوم المستمر من جانب الحكومة الإسرائيلية على الديمقراطية الإسرائيلية وحقوق الإنسان والحق في الاحتجاج واحترام القيمة الأساسية للمساواة وحريات الأقليات السياسية والاجتماعية والعرقية. وقد أطلق بعض المحللين القانونيين على هذا الاتجاه في إسرائيل اسم "التراجع الدستوري".

### الانتخابات والأحزاب السياسية والتمثيل
وفقًا لتقرير وزارة الخارجية الأمريكية لعام 2015 حول إسرائيل، فإن "القانون يمنح المواطنين القدرة على اختيار حكومتهم من خلال انتخابات دورية حرة ونزيهة قائمة على الاقتراع العام والمتساوي، وقد مارس المواطنون هذه القدرة". واعتبر المراقبون الانتخابات التي عُقدت في مارس 2015 حرة ونزيهة. وتعرض تغيير العتبة الانتخابية لانتقادات واسعة باعتباره يحد من تمثيل الأحزاب الصغيرة، ويؤثر بشكل خاص على الأقلية العربية. وأدى ذلك إلى توحد الأحزاب الأربعة ذات الأغلبية العربية في فصيل واحد، القائمة المشتركة، التي فازت بـ13 مقعدًا وأصبحت ثالث أكبر فصيل في الكنيست. يعيش معظم الفلسطينيين في الأراضي المحتلة تحت الاحتلال الإسرائيلي وليسوا مواطنين إسرائيليين. لا يُسمح لهم بالتصويت في إسرائيل.
يمنع القانون الأساسي: الكنيست (1958) والتعديلات التي تلته أي قائمة حزبية من الترشح لانتخابات الكنيست إذا كانت أهدافها أو أفعالها تتضمن "نفي وجود دولة إسرائيل كدولة للشعب اليهودي". يذكر المركز القانوني الإسرائيلي "عدالة" أن "هذا القانون يعيق حرية ممارسة الحقوق السياسية، بما في ذلك الحق في التعبير والمشاركة السياسية. ويُستخدم غالبًا لمنع الأحزاب السياسية والبرلمانيين العرب من السعي لتغيير طابع الدولة بوسائل ديمقراطية، مثلاً، إلى دولة قائمة على المساواة المدنية والقومية الكاملة، لا تُعطي أفضلية لفئة قومية على أخرى، بل وحتى لعرقلة النقاش حول مثل هذه المقترحات".
واجهت النساء عوائق ثقافية كبيرة في الأحزاب السياسية التي تمثل التيارات الدينية المحافظة، وبدرجة أقل، الأقلية العربية. في انتخابات عام 2015، ضم الكنيست المؤلف من 120 عضوًا 29 عضوة و15 عضوًا عربيًا. وتم تعيين ثلاث نساء في مجلس الوزراء، وللمرة الأولى، ترأست إسرائيلية عربية لجنة دائمة.

### الحرية الدينية

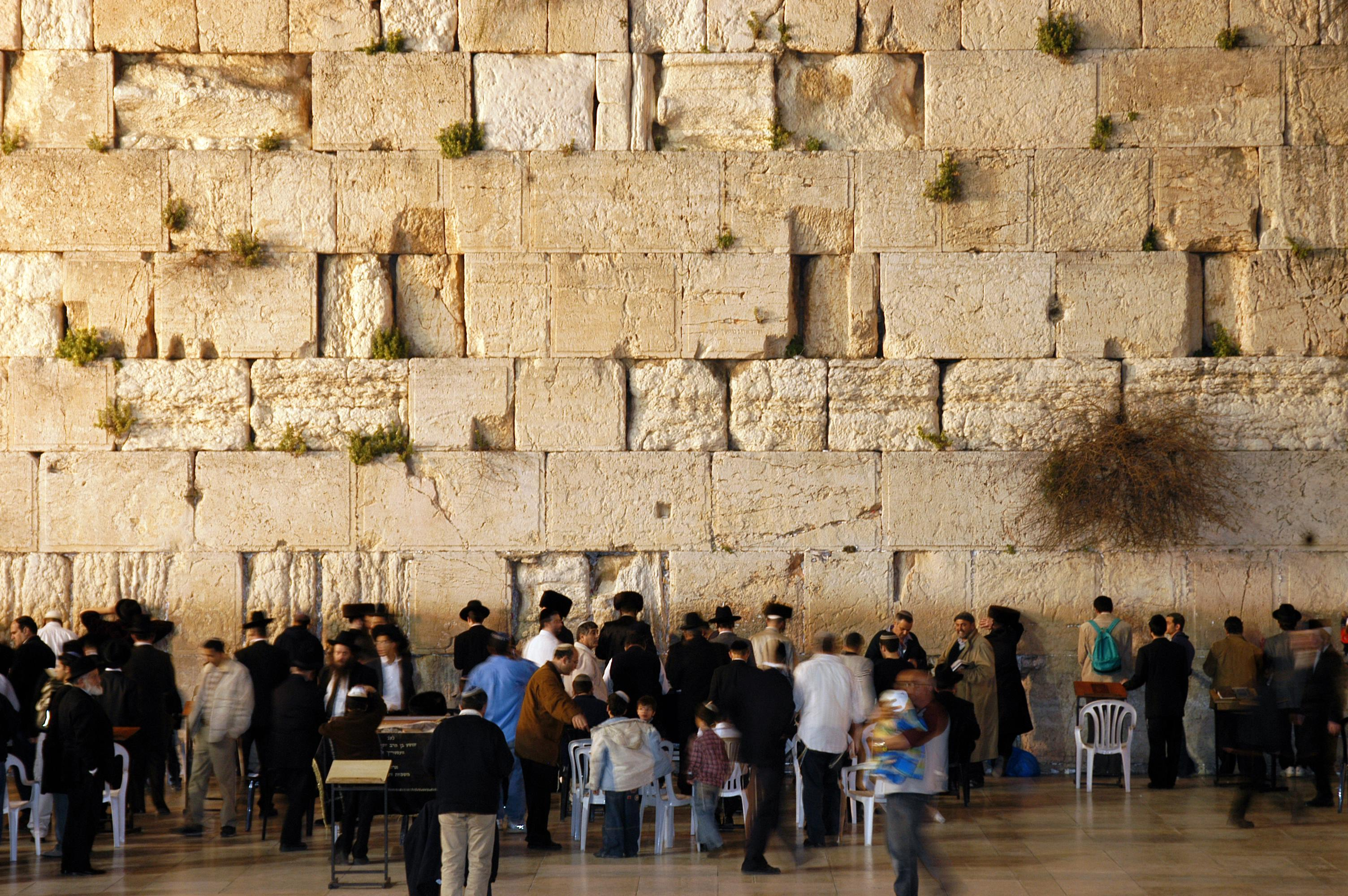
الحائط الغربي، القدس

وفقًا لتقرير وزارة الخارجية الأمريكية لعام 2009 حول إسرائيل والأراضي المحتلة، فإن "القانون الأساسي الإسرائيلي للكرامة الإنسانية والحرية ينص على حرية العبادة، وقد احترمت الحكومة هذا الحق عمليًا بشكل عام". وأضاف التقرير أن "سياسة الحكومة استمرت في دعم حرية ممارسة الشعائر الدينية بشكل عام، على الرغم من استمرار التمييز الحكومي والقانوني ضد غير اليهود والتيارات اليهودية غير الأرثوذكسية"، وأن "العديد من المواطنين اليهود اعترضوا على سيطرة الأرثوذكس الحصرية على جوانب أساسية من حياتهم الشخصية". وذكر التقرير أن حوالي 310،000 مواطن هاجروا إلى إسرائيل بموجب قانون العودة لا يُعتبرون يهودًا من قبل الحاخامية الأرثوذكسية، وبالتالي لا يمكن زواجهم أو طلاقهم أو دفنهم في مقابر الدولة اليهودية داخل البلاد.
بعد أن سيطرت إسرائيل على الضفة الغربية عام 1967، ضمنت للمسلمين حق الوصول إلى المساجد، بما في ذلك المسجد الأقصى، وللمسيحيين حق الوصول إلى الكنائس. وقد وسعت إسرائيل نطاق الحماية لتشمل المواقع الدينية للأديان غير اليهودية؛ وأشهر مثال على ذلك قيام قوات الاحتلال الإسرائيلية باعتقال رجل أبلغهم عن خططه لمهاجمة المسجد الأقصى. في بعض الأحيان، قد تؤدي احتفالات الأعياد الدينية المختلفة إلى إثارة الصراعات؛ لذا تتخذ الشرطة الإسرائيلية التدابير اللازمة لتجنب الاحتكاك بين المجتمعات من خلال إصدار قيود مؤقتة على الحركة والعبادة المسموعة.
وبحسب تقرير صادر عام 2009 عن مكتب الديمقراطية وحقوق الإنسان والعمل التابع لوزارة الخارجية الأميركية، فإن إسرائيل لا ترقى إلى مستوى المجتمع المتسامح أو التعددي. وبحسب التقرير فإن إسرائيل تمارس التمييز ضد المسلمين، وشهود يهوه، واليهود الإصلاحيين، والمسيحيين، والنساء، والبدو. إن جميع المواقع المقدسة الرسمية البالغ عددها 137 موقعًا والتي تعترف بها إسرائيل هي مواقع يهودية، متجاهلة وتهمل المواقع المسيحية والإسلامية، على الرغم من أن قانون حماية المواقع المقدسة لعام 1967 يهدف إلى حماية جميع المواقع المقدسة.
تحتفظ الديانة البهائية (في عام 1960) بمقر هيئاتها الحاكمة، بيت العدل الأعظم، في حيفا. كما أن البوذية نشطة أيضًا كدين في إسرائيل.
نشر مركز بيو للأبحاث دراسات حول العداءات الاجتماعية في كل بلد. يقيس مؤشر العداء الاجتماعي (SHI) أعمال العداء الديني التي يقوم بها الأفراد والمنظمات والمجموعات الاجتماعية. "يشمل ذلك العنف الجماعي أو الطائفي، والمضايقات بسبب الملابس لأسباب دينية، وغيرها من الترهيب أو الإساءة المرتبطة بالدين." في عام 2007، كانت إسرائيل واحدة من 10 دول حصلت على درجة أعلى من 7.1 على مقياس من 10؛ وفي عام 2010، كانت إسرائيل والأراضي الفلسطينية اثنتين من المناطق الخمس عشرة التي حصلت على أعلى درجات في مؤشر العداء الاجتماعي.

### قوانين الزواج والطلاق
لا يمكن للزوجين الراغبين في الزواج أن يفعلوا ذلك إلا من خلال حفل ديني، إذا كان يهوديًا، أو مسلمًا، أو مسيحيًا، أو غير ذلك. منذ عام 2014، أصبح بإمكان الأزواج غير المتدينين عقد نوع من الزواج المدني في إسرائيل، والحصول من خلال منظمة الأسرة الجديدة ‏ على بطاقة علاقات تغير وضعهم إلى زوجين، وتمنحهم جميع الحقوق التي تأتي من ذلك. يمنح الزواج العرفي الزوجين نفس الحقوق التي يتمتع بها الأزواج المتزوجون. ويجوز للمواطنين الإسرائيليين أيضًا السفر إلى الخارج لإتمام زواج مدني، والذي يصبح ملزمًا بموجب القانون الإسرائيلي.
خلال انتفاضة الأقصى في عام 2003، أجرى الكنيست تعديلاً مؤقتاً على قانون المواطنة والدخول إلى إسرائيل ‏ والذي منع الفلسطينيين المتزوجين من إسرائيليين من الحصول على الجنسية الإسرائيلية أو الإقامة فيها. يزعم المنتقدون أن القانون عنصري لأنه يستهدف العرب الإسرائيليين الذين من المرجح أن يكون لديهم أزواج فلسطينيون أكثر من الإسرائيليين الآخرين؛ ويقول المدافعون إن القانون يهدف إلى منع الهجمات والحفاظ على الطابع اليهودي لإسرائيل. وافقت لجنة الأمم المتحدة للقضاء على التمييز العنصري بالإجماع على قرار ينص على أن القانون الإسرائيلي ينتهك معاهدة دولية لحقوق الإنسان ضد العنصرية. وقال السفير الإسرائيلي لدى الأمم المتحدة في جنيف، ياكوف ليفي، إن القرار "مسيس إلى حد كبير"، مستشهداً بفشل اللجنة في الاستجابة لطلب إسرائيل بتقديم أدلة على "امتثال التشريع للقانون الدولي والممارسة الدولية القائمة"، وأمثلة على "العديد من الحالات الملموسة [حيث] تم إساءة استخدام منح الوضع القانوني للأزواج الفلسطينيين لسكان إسرائيليين من قبل السكان الفلسطينيين في الأراضي الفلسطينية بتهمة الإرهاب الانتحاري "، كما تجاهل أيضاً حقيقة أنه في وقت قرار الأمم المتحدة كانت المسألة قيد المراجعة من قبل محكمة العدل العليا الإسرائيلية.
وقد تقدمت جمعية الحقوق المدنية في إسرائيل (ACRI) بالتماس لإلغاء القانون ولكن تم تأييده بقرار من المحكمة العليا في عام 2006. وفي صياغة القانون، استشهدت الحكومة "بالمعلومات التي قدمتها قوات الأمن، والتي تقول إن المنظمات الإرهابية تحاول تجنيد الفلسطينيين الذين حصلوا بالفعل أو سيحصلون على وثائق إسرائيلية، وأن الأجهزة الأمنية تواجه صعوبة في التمييز بين الفلسطينيين الذين قد يساعدون الإرهابيين وأولئك الذين لن يفعلوا ذلك". في قرار المحكمة العليا الإسرائيلية بهذا الشأن، جادل نائب رئيس المحكمة العليا، ميشائيل حيشين، بأن "المواطنين الإسرائيليين لا يتمتعون بحق دستوري في جلب مواطن أجنبي إلى إسرائيل... ومن حق الدولة، بل من واجبها، حماية سكانها ممن يرغبون في إيذائهم. ويترتب على ذلك أن للدولة الحق في منع هجرة مواطني العدو إليها – حتى لو كانوا أزواجًا لمواطنين إسرائيليين – أثناء خوضها صراعًا مسلحًا مع ذلك العدو نفسه".
في عام 2009، انتقد مكتب الديمقراطية وحقوق الإنسان والعمل التابع لوزارة الخارجية الأميركية عدم وجود زواج مدني وطلاق في إسرائيل بالنسبة للمهاجرين الذين لا يعتبرون يهوداً بموجب القانون الحاخامي.
انتقد نشطاء حقوق الإنسان أمر إسرائيل بمنع الخروج ‏، قائلين إنه يستهدف بشكل غير عادل الرجال المطلقين من خلال منعهم من مغادرة البلاد إلى أجل غير مسمى حتى يتمكنوا من تسوية مستحقات النفقة الكاملة لأطفالهم حتى سن 18 عامًا. ورغم أن هذا قد يصل بسهولة إلى حد الالتزامات بملايين الدولارات الأميركية، فإن حتى الدين البالغ 100 دولار أميركي قد يؤدي إلى إيقاف الخروج. يُطلب من الرجال دفع 100% أو أكثر من دخلهم، ويُسجنون لمدة 21 يومًا في كل مرة يتخلفون فيها عن سداد الدفعة الشهرية. في عام 2021، أفيد بأن رجلاً أستراليًا مطلقًا من زوجته الإسرائيلية قد تم احتجازه حتى عام 2013 لمنعه من مغادرة البلاد، حيث كان حظر الخروج ساريًا حتى 31 ديسمبر 1999، أو حتى يدفع 3 ملايين دولار من متأخرات نفقة الطفل. وقد قدرت ماريان عزيزي، الصحفية البريطانية ورئيسة تحالف الأطفال والعائلات في إسرائيل، أن مئات الأستراليين الآخرين أصبحوا محاصرين في البلاد نتيجة لمنعهم من الخروج. وأبلغها مسؤولون في السفارة البريطانية في تل أبيب أن 100 مواطن بريطاني يتواصلون معهم شهريًا طلبًا للمساعدة في الخروج من البلاد.
في مارس/آذار 2019، أدلت عزيزي بشهادتها أمام لجنة الأمم المتحدة المعنية بالحقوق الاقتصادية والاجتماعية والثقافية ‏ في جنيف بشأن انتهاكات حقوق الإنسان التي أكدت أنها كانت نتيجة مباشرة لقواعد دعم الأطفال ‏ المبالغ فيها في إسرائيل، قائلة إن "... حياة أكثر من 2000 أب ينتحرون ثمن باهظ". وقالت إن الإسرائيليين لا يبلغون عن انتهاكات حقوق الإنسان خوفاً من "العواقب"، مثل قيام بعض الناشطين بأخذ أطفالهم منهم. وشهد المحامي ميكي جيفاتي، الذي فوضته السفارة البريطانية بمساعدة الأجانب على الخروج من إسرائيل، بأن أجهزة التتبع وُضعت داخل سيارته ومنزله وهاتفه، وأن أطفاله وُضعوا بشكل غير قانوني في ملجأ.

### النظام القضائي والعدالة الجنائية
وينص القانون الإسرائيلي على الحق في محاكمة عادلة وقضاء مستقل. ويشير تقرير وزارة الخارجية الأميركية لعام 2005 بشأن إسرائيل إلى أن المحاكم أصدرت أحكاماً في بعض الأحيان ضد السلطة التنفيذية، بما في ذلك في بعض القضايا الأمنية. وتعتقد جماعات حقوق الإنسان أن هذه المتطلبات تحظى بالاحترام بشكل عام. النظام تنافسي ويتم الفصل في القضايا بواسطة قضاة محترفين. يتلقى المتهمون المعوزون تمثيلًا إلزاميًا. وتقع بعض مناطق البلاد تحت الاختصاص القضائي المنفصل للمحاكم العسكرية. ويُعتقد أن هذه المحاكم متوافقة مع المحاكم الجنائية الأخرى في إسرائيل في المسائل المتعلقة بالمدنيين. ولا يجوز أن تستند الإدانات في هذه المحاكم على الاعتراف وحده.

### عقوبة الإعدام
يسمح القانون الإسرائيلي حاليا بتطبيق عقوبة الإعدام على الجرائم الخطيرة المرتكبة في زمن الحرب، ولكن تم إلغاؤها في زمن السلم. وتشمل الجرائم الحالية المرتكبة في زمن الحرب الإبادة الجماعية، والجرائم ضد الشعب اليهودي، والجرائم ضد الإنسانية، وجرائم الحرب. الشخص الوحيد الذي تم إعدامه بعد إدانته في محكمة مدنية إسرائيلية هو مجرم الحرب النازي أدولف آيخمان.

### حقوق السجناء
وتشير منظمة بتسيلم إلى أن التعذيب قد مورس ضد أفراد غير مشتبه بهم في ارتكاب جرائم، بما في ذلك رجال الدين والشيوخ والزعماء الدينيين والأشخاص الناشطين في المنظمات الخيرية والطلاب الإسلاميين. ومن بين الأشخاص الآخرين الذين سيتعرضون للتعذيب أخوة وأقارب آخرين للأشخاص المدرجين على قائمة "المطلوبين" وأي فلسطيني يعمل في مهنة الهندسة. وفي بعض الحالات، تم اعتقال زوجات المعتقلين وإساءة معاملتهن للضغط على أزواجهن. وقد قام عملاء جهاز الأمن العام في بعض الأحيان بتعذيب الفلسطينيين من أجل تجنيدهم كمتعاونين.
وتشير تقديرات منظمة بتسيلم إلى أن جهاز الأمن العام الإسرائيلي يستجوب سنويا ما بين 1000 و1500 فلسطيني ويستخدم أساليب تشكل تعذيبا ضد نحو 85% منهم، أي ما لا يقل عن 850 شخصا سنويا.
وقد أشارت منظمة العفو الدولية أيضًا إلى استخدام التعذيب ضد المعتقلين الفلسطينيين، إلى جانب الاحتجاز التعسفي دون محاكمة. وذكرت منظمة العفو الدولية أن أكثر من 2200 فلسطيني اعتقلوا من الضفة الغربية المحتلة في الشهر الأول من حرب غزة عام 2023. وتظهر الروايات وتسجيلات الفيديو تعذيب المعتقلين، بما في ذلك الضرب المبرح وإذلال المعتقلين، مثل إجبارهم على إبقاء رؤوسهم منخفضة، والركوع على الأرض أثناء إحصاء السجناء، وغناء الأغاني الإسرائيلية.
وصف تقرير صادر عن القنصلية العامة في القدس عام 1978 المحاكمة العسكرية لمواطنين أمريكيين شابين أفادا بأن السلطات الإسرائيلية استخدمت الإكراه الجسدي للحصول على اعترافات منهما. وخلص التقرير إلى أن السلطات الإسرائيلية كانت على علم بأن ”الإكراه البدني وسوء المعاملة“ قد استُخدم على الأرجح للحصول على الاعترافات.
في عام 1987، تم تعيين لجنة لانداو، برئاسة قاضي المحكمة العليا آنذاك موشيه لانداو، لفحص أساليب الاستجواب التي يستخدمها جهاز الأمن الإسرائيلي (الشاباك)، وقالت اللجنة إنه "لا يمكن تجنب ممارسة قدر معتدل من الضغط البدني". ومع ذلك، أدانت اللجنة مذكرة داخلية صدرت عام 1982، والتي وجهت المحققين إلى نوع الأكاذيب التي ينبغي لهم أن يقولوها في المحكمة عندما ينكرون استخدامهم للقوة البدنية للحصول على اعترافات. وأدانت اللجنة شهادة الزور التي ارتكبتها، لكنها نصحت بعدم مقاضاة أولئك الذين ارتكبوها. ويظل الجزء الثاني من تقرير لاندو سريًا، ويُعتقد أنه يحتوي على إرشادات بشأن أساليب الاستجواب المسموح بها.
أسفرت لجنة لانداو عن مئات الالتماسات من المعتقلين الفلسطينيين الذين اشتكوا من استخدام القوة ضدهم خلال استجوابات جهاز الأمن العام (الشاباك). في حالات معزولة، صدرت أوامر مؤقتة تمنع جهاز الأمن العام مؤقتًا من استخدام جميع أو بعض هذه الأساليب، ولكن في سبتمبر/أيلول 1999، رفضت المحكمة العليا البت في مدى قانونيتها بموجب القانونين الإسرائيلي والدولي.
في عام 1994، خلص تقرير مراقب الدولة (الذي نُشر جزئيًا في شكل ملخص في فبراير/شباط 2000) إلى أن أساليب الاستجواب التي يتبعها جهاز الأمن العام (الشاباك) تتعارض مع القانون، وإرشادات لجنة لانداو، والمبادئ التوجيهية الداخلية التي وضعها الجهاز نفسه.
في يوليو/تموز 2002، نقلت صحيفة هآرتس عن مسؤول كبير في جهاز الأمن العام قوله إنه منذ قرار المحكمة العليا، تم تعريف 90 فلسطينياً على أنهم "قنابل موقوتة" وتم استخدام "أساليب استجواب غير عادية"، أي التعذيب، ضدهم. وقد اعترف محققون إسرائيليون آخرون بأن جهاز الأمن الداخلي "يستخدم كل أساليب التلاعب الممكنة، بما في ذلك الهز والضرب". كما تؤكد عشرات الإفادات من الفلسطينيين أن التعذيب لا يزال جزءًا من الاستجوابات الإسرائيلية.
وبحسب تقرير صدر عام 2011 عن منظمتين إسرائيليتين لحقوق الإنسان، هما اللجنة العامة لمناهضة التعذيب وأطباء من أجل حقوق الإنسان، فإن الأطباء الإسرائيليين يفشلون في الإبلاغ عن حالات التعذيب المشتبه بها ويخفون المعلومات ذات الصلة، مما يسمح لمحققي جهاز الأمن الإسرائيلي باستخدام التعذيب ضد المعتقلين الفلسطينيين.
في أغسطس/آب 2015، سمح قانونٌ بإطعام السجناء المضربين عن الطعام قسرًا. إلا أن نقابة الأطباء الإسرائيلية أعلنت أن هذا التشريع غير أخلاقي، وحثّت الأطباء على رفض تطبيقه.

#### البرامج التعليمية
يُسمح للسجناء بأخذ دورات عبر الإنترنت من الجامعة المفتوحة في إسرائيل، وإكمال الدرجات الأكاديمية. وهذا ليس حقًا مكتسبًا بل منفعة، مشروطة بحسن السلوك، حيث تدفع سلطات السجن رسوم الدراسة الجامعية لهم. وتتناول الدورات مجالات: العلوم الإنسانية، وعلم الاجتماع، والاقتصاد، والإدارة، وعلم النفس، والعلوم السياسية. الهدف هو إعطاء السجناء الأدوات اللازمة للتعامل مع الحياة خارج السجن، بحيث يكون لديهم بعد إطلاق سراحهم من السجن التعليم المناسب لمساعدتهم في الحصول على وظائف، ومنعهم من العودة إلى حياة الجريمة.

#### المعتقلون السياسيون
وفي عام 2011، قال الأمين العام للأمم المتحدة بان كي مون إن إسرائيل تحتجز آلاف الفلسطينيين كسجناء سياسيين، ودعا إسرائيل إلى إطلاق سراحهم. وقال بان إن إطلاق سراح السجناء السياسيين "سيكون بمثابة إجراء مهم لبناء الثقة" وتعزيز احتمالات السلام في المنطقة. دعت منظمة العفو الدولية إسرائيل إلى إطلاق سراح السجناء السياسيين، قائلة "يجب محاكمة جميع السجناء السياسيين المحتجزين دون تهمة أو محاكمة في محاكمات عادلة أو إطلاق سراحهم على الفور".
قارن جون دوغارد ‏ سجن إسرائيل للفلسطينيين بسياسات جنوب أفريقيا في عهد الفصل العنصري، قائلاً: "مارست شرطة الأمن في عهد الفصل العنصري التعذيب على نطاق واسع. وهذا ما تفعله قوات الأمن الإسرائيلية أيضًا. كان هناك العديد من السجناء السياسيين في جزيرة روبن، لكن هناك المزيد من السجناء السياسيين الفلسطينيين في السجون الإسرائيلية".

##### الاعتقال الإداري
الاعتقال الإداري هو إجراء يتم بموجبه احتجاز السجناء دون تهمة أو محاكمة. ويتم إصدار الأحكام بموجب أمر إداري من وزارة الدفاع الإسرائيلية أو القادة العسكريين الإسرائيليين. وتعتقد منظمة العفو الدولية أن هذه الممارسة تنتهك المادة 9 من العهد الدولي الخاص بالحقوق المدنية والسياسية التي "تؤكد أنه لا يجوز إخضاع أي شخص للاحتجاز التعسفي وأن الحرمان من الحرية يجب أن يستند إلى أسس وإجراءات ينص عليها القانون". كما تشعر منظمة العفو الدولية بالقلق إزاء احتجاز سجناء الرأي "فقط لممارستهم السلمية لحقهم في حرية التعبير وتكوين الجمعيات". وبحسب منظمة بتسيلم، يوجد حاليًا 645 فلسطينيًا قيد الاعتقال الإداري لدى مصلحة السجون الإسرائيلية و105 فلسطينيين لدى جيش الاحتلال الإسرائيلي. يتم احتجاز معظمهم في الضفة الغربية في معسكر عوفر العسكري أو في معسكر أنصار 3/كيتسيعوت العسكري في النقب.

##### برامج التعليم في السجن للسجون الأمنية
في عام 2009، كان هناك 250 سجينًا فلسطينيًا يدرسون في الجامعة المفتوحة في إسرائيل. في يونيو/حزيران 2011، أعلن رئيس الوزراء بنيامين نتنياهو، رداً على توقف محادثات السلام، أن السجناء الفلسطينيين لن يُمنحوا بعد الآن الحق في الحصول على الدرجات الأكاديمية في السجن. وفي أواخر عام 2012، استأنف ثلاثة سجناء القرار أمام المحكمة العليا الإسرائيلية، التي رفضت استئنافهم. وفي حكمهم، قال القضاة إن الحق في التعليم الجامعي المجاني لا ينطبق على المدانين بجرائم الإرهاب. ومع ذلك، فقد دعا الحكم سلطات السجن إلى أن تكون "مراعية" في اتخاذ القرارات بشأن قضايا السجناء الذين هم بالفعل في منتصف البرامج الأكاديمية.

### حرية التعبير والإعلام

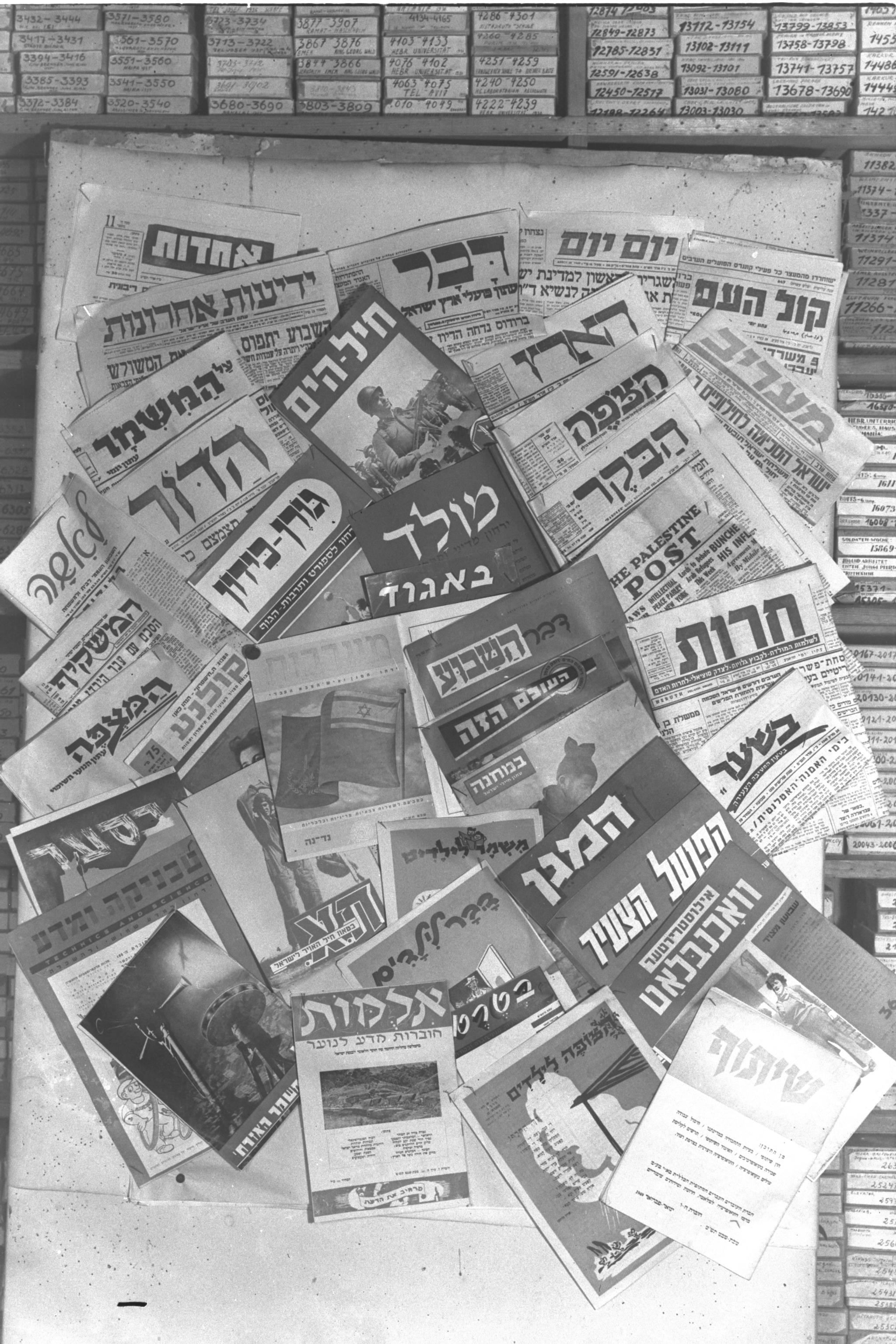
مقطع عرضي للصحف المحلية في إسرائيل عام 1949.

تتم الرقابة في إسرائيل رسميًا من قبل هيئة الرقابة العسكرية الإسرائيلية، وهي وحدة في الحكومة الإسرائيلية مكلفة رسميًا بتنفيذ الرقابة الوقائية فيما يتعلق بنشر المعلومات التي قد تؤثر على أمن إسرائيل. ويرأس الهيئة رئيس الرقابة الإسرائيلي، وهو مسؤول عسكري يعينه وزير الدفاع الإسرائيلي، والذي يمنح رئيس الرقابة سلطة قمع المعلومات التي يراها مسيئة من نشرها في وسائل الإعلام، مثل برنامج الأسلحة النووية الإسرائيلي والعمليات العسكرية الإسرائيلية خارج حدودها. في المتوسط، يتم رقابة 2240 مقالة صحفية في إسرائيل من قبل الرقابة العسكرية الإسرائيلية كل عام، حوالي 240 منها تخضع للرقابة الكاملة، وحوالي 2000 تخضع للرقابة الجزئية.
وفقًا لتقرير وزارة الخارجية الأمريكية لعام 2005 عن إسرائيل، فإن "القانون يكفل حرية التعبير والصحافة، وقد احترمت الحكومة هذه الحقوق عمليًا، مع مراعاة القيود المتعلقة بالأمن". ينص القانون على حرية التجمع وتكوين الجمعيات، وقد احترمت الحكومة هذه الحقوق عمليًا.
ووفقًا لتقرير وزارة الخارجية الأمريكية عن إسرائيل لعام 2005، ”ينص القانون على حرية التعبير والصحافة، وقد احترمت الحكومة بشكل عام هذه الحقوق في الممارسة العملية رهناً بالقيود المتعلقة بالمسائل الأمنية“. وينص القانون على حرية التجمع وتكوين الجمعيات، وقد احترمت الحكومة هذه الحقوق بشكل عام في الممارسة العملية.
وقد انتقد بعض المسؤولين الحكوميين وغيرهم حقوق حرية التعبير الممنوحة للمستوطنين الإسرائيليين أثناء إجلائهم القسري من قطاع غزة والضفة الضفة الغربية. وقد أدى هذا إلى انتقادات مفادها أن "السلطات اتخذت خطوات غير متناسبة، منتهكة بشكل غير مبرر الحق في التعبير السياسي والاحتجاج".
داخل إسرائيل، تتعرض سياسات حكومتها لانتقادات من قبل الصحافة فضلاً عن مجموعة متنوعة من الجماعات السياسية وحقوق الإنسان والمراقبة، والتي تشمل جمعية الحقوق المدنية في إسرائيل ‏ (ACRI)، وبتسيلم، ومنظمة مراقبة ماشسوم، والنساء بالسواد، والنساء من أجل مستقبل إسرائيل ‏. وفقًا لمنظمة حرية الصحافة مراسلون بلا حدود، "كانت وسائل الإعلام الإسرائيلية مرة أخرى في عام 2005 هي الوحيدة في المنطقة التي تتمتع بحرية حقيقية في التحدث علنًا". ومع ذلك، في عام 2010، اشتكت جماعات حقوق الإنسان العاملة في إسرائيل من البيئة المعادية في البلاد، وقالت إنها تتعرض للهجوم لانتقادها السياسات الإسرائيلية. وتقول المجموعات إن بعض القادة الإسرائيليين يرون أن انتقادات حقوق الإنسان تشكل تهديداً لشرعية إسرائيل، وخاصة في أعقاب اتهامات جرائم الحرب الموجهة ضد الجيش الإسرائيلي خلال حرب غزة (2008–2009).
في عام 2009، احتلت إسرائيل المرتبة 93 في مؤشر حرية الصحافة لمنظمة مراسلون بلا حدود، بانخفاض عن العام السابق. في عام 2013، تراجعت إسرائيل إلى المرتبة 112 من بين 179 دولة في مؤشر حرية الصحافة. وأوضحت منظمة مراسلون بلا حدود أن هذا التغيير جاء بسبب الإجراءات الإسرائيلية خلال عملية "عمود السحاب" والتي قالت عنها إنها "هاجمت قوات الاحتلال الإسرائيلية عمداً الصحفيين والمباني التي كانت تضم وسائل إعلام مرتبطة بحماس". وانتقدت المنظمة أيضًا اعتقال الصحفيين الفلسطينيين والرقابة العسكرية. صنفت منظمة فريدوم هاوس إسرائيل على أنها تتمتع بمناخ إعلامي "حر جزئيا" في عام 2009. في السابق، كانت إسرائيل هي الدولة الوحيدة في المنطقة التي حصلت على تصنيف "حرة" في وسائل الإعلام.) في عام 2023، تم إدراج إسرائيل نفسها، باستثناء قطاع غزة أو القدس الشرقية، على أنها "حرة"، بينما تم تصنيف قطاع غزة والضفة الغربية على أنهما "غير حرتين".
في عام 2003، حظر مجلس الفيلم الإسرائيلي العرض التجاري لفيلم عن معركة جنين عام 2002. كان الفيلم، جنين، جنين، عبارة عن مجموعة من المقابلات مع سكان مخيم جنين للاجئين، تم تصويرها في إبريل/نيسان 2002، بعد أسبوع من المعركة. محمد بكري، عربي إسرائيلي، أخرج الفيلم. تم حظر الفيلم بسبب اتهاماته بارتكاب جرائم حرب من قبل القوات الإسرائيلية، والتي اعتبرتها اللجنة كاذبة ومؤذية لعائلات الجنود. وبعد إجراءات قانونية، تم تقديم التماس إلى المحكمة العليا في إسرائيل، والتي ألغت بالإجماع قرار المجلس، وسمحت بعرض الفيلم في دور السينما "ليقرر الجمهور ذلك"، مع ملاحظة أن الفيلم كان "مليئًا بالأكاذيب"، ولم يكن فيلمًا وثائقيًا، وتم إنتاجه "بدون حسن نية"، حيث صور الجنود الإسرائيليين زورًا على أنهم "أسوأ مرتكبي جرائم الحرب".
في يناير/كانون الثاني 2011، أقر البرلمان الإسرائيلي اقتراحاً يمينياً بالتحقيق في بعض منظمات حقوق الإنسان الأكثر شهرة في إسرائيل بتهمة "نزع الشرعية" عن جيشها. وستشمل التحقيقات التحقيق في تمويل العديد من جماعات حقوق الإنسان التي انتقدت السياسات الإسرائيلية. ووصفت جمعية الحقوق المدنية في إسرائيل القرار بأنه "ضربة شديدة" للديمقراطية الإسرائيلية، كما وصف المنتقدون هذه السياسة بأنها " مكارثية ".
في عام 2015، أيدت المحكمة العليا الإسرائيلية أحكاماً رئيسية من قانون يفرض عقوبات على أولئك الذين يدعون إلى مقاطعة إسرائيل والأراضي المحتلة. وأثار الحكم جدلا واسعا، حيث احتج البعض على أنه ينهي حرية التعبير، بينما قال آخرون إنه يؤكد موقف إسرائيل من "الطبيعة المدمرة لحركة المقاطعة وسحب الاستثمارات وفرض العقوبات ". وكانت جماعات حقوق الإنسان الإسرائيلية قد تقدمت بالتماس ضد هذا القانون، قائلة إنه ينتهك حرية التعبير. ويقول أنصار القانون إنه يحظر "التمييز على أساس الجغرافيا". وقال الحاخام ديفيد روزن، نائب الرئيس التنفيذي لصندوق إسرائيل الجديد (NIF): "إن استبعاد الدعوات إلى المقاطعة من فئة حرية التعبير أمر غير صحيح". لا توجد فئة منفصلة للخطاب السياسي. أهم خطاب هو الخطاب السياسي، وينبغي أن يتمتع الناس بالقدرة على التعبير عن آرائهم دون خوف من عقوبات الحكومة.
ويخول القانون الشرطة سلطة الحد من التحريض على العنف أو خطاب الكراهية، ويجرّم وصف الأشخاص بـ”النازيين“ أو ”الفاشيين“. ويحظر قانون منع الإرهاب التعبير عن دعم منظمة تعتبر غير قانونية أو إرهابية بطبيعتها.
في 24 نوفمبر 2024، أمرت الحكومة الإسرائيلية بمقاطعة صحيفة هآرتس من قبل المسؤولين الحكوميين وأي شخص يعمل في هيئة ممولة من الحكومة، وحظرت الإعلان الحكومي مع الصحيفة. وبحسب صحيفة الغارديان، فإن صحيفة هآرتس "نشرت سلسلة من التحقيقات حول المخالفات أو الانتهاكات التي ارتكبها كبار المسؤولين والقوات المسلحة، وكانت لفترة طويلة في مرمى نيران الحكومة الحالية".
في عام 2023، أشار تقرير صادر عن لجنة حماية الصحفيين إلى أن إسرائيل احتلت المرتبة السادسة في العالم من حيث اعتقال الصحفيين. أثناء حرب غزة، وصف الفلسطينيون المضايقات العسكرية التي تعرضوا لها بسبب منشوراتهم على وسائل التواصل الاجتماعي. في عام 2024، صنفت لجنة حماية الصحفيين إسرائيل باعتبارها ثاني أسوأ دولة في العالم من حيث السماح لقتلة الصحفيين بالإفلات من العقاب.
مؤشر حرية الصحافة بلا حدود مراسلون بلا حدود
تنشر منظمة مراسلون بلا حدود تقريرا سنويا عن حرية الصحافة في جميع أنحاء العالم، ويسمى مؤشر حرية الصحافة. بدأ أول نشر من هذا النوع في عام 2002. وتظهر النتائج بالنسبة لإسرائيل والسلطة السلطة الوطنية الفلسطينية منذ عام 2002 وحتى الآن، حيث تشير الأرقام المنخفضة إلى معاملة أفضل للصحافيين:
| العام | إسرائيل (الأراضي الإسرائيلية) | إسرائيل (خارج حدودها) | السلطة الفلسطينية | أسوأ نتيجة في العام | رابط التقرير |
| ----- | ----------------------------- | --------------------- | ----------------- | ------------------- | ------------ |
| 2002  | 92                            | غير محدد              | 82                | 139                 | [ 110 ]      |
| 2003  | 44                            | 146                   | 130               | 166                 | [ 111 ]      |
| 2004  | 36                            | 115                   | 127               | 167                 | [ 112 ]      |
| 2005  | 47                            | غير محدد              | 132               | 167                 | [ 113 ]      |
| 2006  | 50                            | 135                   | 134               | 168                 | [ 114 ]      |
| 2007  | 44                            | 103                   | 158               | 169                 | [ 115 ]      |
| 2008  | 46                            | 149                   | 163               | 173                 | [ 116 ]      |
| 2009  | 93                            | 150                   | 161               | 175                 | [ 117 ]      |

## حق الخصوصية
وفقًا لتقرير صادر عن وزارة الخارجية الأمريكية عام 2005 بشأن إسرائيل، فإن "القوانين واللوائح تنص على حماية خصوصية الفرد والمنزل. في القضايا الجنائية، يسمح القانون بالتنصت بموجب أمر من المحكمة؛ وفي القضايا الأمنية، يجب على وزارة الدفاع إصدار الأمر".

## حقوق المرأة
يخضع الزواج والطلاق لسلطة المحاكم الدينية، مما أدى عملياً إلى تمييز منهجي ضد المرأة في هذه المجالات القانونية.
أصدرت إسرائيل تشريعًا يحمي النساء قانونيًا من العنف الأسري. في عام 2022، قُتلت 24 امرأة على يد شركائهن أو أقاربهن الآخرين وفقًا للشرطة الإسرائيلية، حيث تم الإبلاغ عن مقتل 69 امرأة في إسرائيل بين عامي 2020 وأغسطس 2022. ومن بين هؤلاء النساء 40 امرأة فلسطينية، وأكثر من نصف هذه الحالات لم تحل الشرطة أكثر من نصفها. وعلى النقيض من ذلك، تم حل قضايا كل من حالات قتل النساء اليهوديات الإسرائيليات الـ 29.
صادقت إسرائيل على اتفاقية القضاء على جميع أشكال التمييز ضد المرأة.
لم يتم ضمان المساواة بين الجنسين بشكل صريح دائمًا في إسرائيل. على الرغم من أن إعلان الاستقلال الإسرائيلي ينص على أن "دولة إسرائيل [...] ستضمن المساواة الكاملة في الحقوق الاجتماعية والسياسية لجميع سكانها بغض النظر عن الدين أو العرق أو الجنس"، إلا أن هذا الشعور لم يُمنح قوة دستورية. ومع ذلك، فقد أكدت المحاكم الإسرائيلية، مع مرور الوقت، أن المساواة بين الجنسين هي "مبدأ أساسي للنظام القانوني" في إسرائيل، وشهدت النساء مشاركة أكبر في الحياة العامة الإسرائيلية.
في عام 1969، انتخبت إسرائيل جولدا مائير رئيسة للوزراء، وأصبحت الدولة الرابعة التي تتولى فيها امرأة مثل هذا المنصب. في عام 2010، بلغت نسبة التمثيل البرلماني للنساء في إسرائيل 18%، وهو ما يزيد عن المتوسط في العالم العربي الذي يبلغ 6%، وهو ما يعادل متوسط الكونجرس الأميركي، وأقل كثيراً من المتوسط في الدول الاسكندنافية الذي يبلغ 40%.
أنشأ البرلمان الإسرائيلي (الكنيست ) لجنة وضع المرأة لمعالجة حقوق المرأة. الأهداف المعلنة لهذه اللجنة هي منع التمييز، ومكافحة العنف ضد المرأة، وتعزيز المساواة في السياسة، وأحداث دورة الحياة والتعليم. في عام 1998، أقر الكنيست قانون "منع التحرش الجنسي ".
يشير تقرير صادر عن وزارة الخارجية الأمريكية عام 2009 إلى مشاكل الزواج المدني، والـ " أجونوت" (النساء "المقيدات" غير القادرات على الطلاق دون إذن أزواجهن)، وخدمات الصلاة المختلطة بين الجنسين عند الحائط الغربي.
ويتم تعزيز حقوق المرأة من خلال "إبراز المرأة في المقدمة: الشراكة النسوية"، والتي يتم تنسيقها من خلال صندوق التعاون الدولي للنساء اليهوديات ‏. المنظمات السبع الشريكة في إسرائيل هي مركز أدفا ‏، وروح المرأة ‏، وإيتاش معكي: محاميات من أجل العدالة الاجتماعية، ومركز ماهوت، وشبكة نساء إسرائيل (IWN)، والتمكين الاقتصادي للمرأة (EEW) وأخوتي (الأخت) للنساء في إسرائيل.

### المرأة العربية في إسرائيل
تشارك المرأة العربية الإسرائيلية بشكل فعال في الحكومة والحياة العامة. حسنية جبارة كانت أول امرأة عربية إسرائيلية تخدم في الكنيست. وفقًا للمادة 15 من قانون الخدمة المدنية [التعيينات]، يحق للنساء والمواطنين العرب الإسرائيليين الحصول على إجراءات إيجابية في التوظيف في الخدمة المدنية.[بحاجة لشرح]

### العمل الإيجابي
وفقًا للمادة 15 من قانون الخدمة المدنية [التعيينات]، يحق للمواطنات الإسرائيليات الحصول على إجراءات إيجابية في التوظيف في الخدمة المدنية.[بحاجة لشرح]

## حقوق المثليين
تعتبر حقوق الأقليات الجنسية في إسرائيل الأكثر تسامحًا في الشرق الأوسط. في حين أن إسرائيل لم تشرع زواج المثليين، فإن زواج المثليين الصالح في البلدان الأجنبية معترف به قانونيًا في إسرائيل. وتضمن إسرائيل الحقوق المدنية لسكانها المثليين، بما في ذلك حقوق التبني وفوائد الشريك. وتمنح إسرائيل أيضًا وضع الزواج العرفي للشركاء المحليين من نفس الجنس. تم إلغاء قانون اللواط الموروث من الانتداب البريطاني على فلسطين في عام 1988، على الرغم من صدور تعليمات صريحة في عام 1953 من قبل النائب العام الإسرائيلي تأمر الشرطة بالامتناع عن تطبيق هذا القانون، طالما لم يكن هناك أي جرائم أخرى. يحظر قانون حقوق المثليين الوطني بعض أشكال التمييز ضد المثليين، بما في ذلك في التوظيف؛ ويتم تقديم بعض الإعفاءات للمنظمات الدينية. في الماضي، كانت الخدمة العسكرية للمثليين جنسياً خاضعة لبعض القيود. وقد تم رفع هذه القيود في عام 1993، مما سمح للمثليين جنسياً بالخدمة علناً في جميع وحدات الجيش.
وفي مارس/آذار 2014، أصدرت وزارة الصحة توجيهاً ينص على إدراج جراحة تغيير الجنس ضمن الخدمات الصحية المدعومة المقدمة للمواطنين. ورغم ذلك، ذكرت صحيفة هآرتس في شهر مايو/أيار أن منظمة صيانة صحية رفضت دفع تكاليف جراحتين لتغيير الجنس، مما أدى إلى تكاليف كبيرة للمريضتين. توصلت فرقة عمل وطنية معنية بحقوق المثليات والمثليين ومزدوجي الميل الجنسي والمتحولين جنسياً إلى أن 80 في المائة من الأشخاص المتحولين جنسياً، و50 في المائة من المثليات و20 في المائة من الرجال المثليين تعرضوا للتمييز عند البحث عن عمل.

## حقوق الأرض
يسيطر الصندوق القومي اليهودي على 13% من أراضي دولة إسرائيل؛ وهذه الأراضي مخصصة للاستخدام الحصري لليهود الإسرائيليين. أقل من 4% من الأراضي في إسرائيل مملوكة للمواطنين العرب، على الرغم من أن العرب يشكلون 20% من السكان. وبالنظر إلى هذه الأرقام مجتمعة، فإن 93% من الأراضي في إسرائيل تخضع لسيطرة إما دولة إسرائيل أو الصندوق القومي اليهودي؛ ويشار إلى هذه الأراضي رسميًا باسم "الأراضي الإسرائيلية".
يهدف التعديل الأخير (الذي صدر في عام 2010) على قانون الأراضي (الاستحواذ للأغراض العامة) (1943) إلى تأكيد ملكية الدولة للأراضي المصادرة من الفلسطينيين (منذ عام 1948 فصاعدًا) من خلال منع المطالبات الفلسطينية بالأراضي المصادرة بموجب هذا القانون، حتى في الحالات التي لم تُستخدم فيها أبدًا للغرض العام المزعوم الذي صودرت من أجله في الأصل.
أفاد المركز القانوني الإسرائيلي "عدالة" بأن "مواطني إسرائيل الفلسطينيين يُمنعون عمليًا من شراء أو استئجار الأراضي في حوالي 80% من أراضي إسرائيل، على أساس انتمائهم القومي". ويضيفون أن النتيجة هي أن "الغالبية العظمى من أراضي الدولة تتكون من مناطق معزولة مخصصة لليهود فقط". ويصف "عدالة" الآليتين الرئيسيتين اللتين يُسنّ من خلالهما الاستبعاد من ملكية الأراضي واستخدامها؛ من خلال ما يُسمى "لجان القبول"، ومن خلال ما يصفه "عدالة" بالسياسات التمييزية للسلطات الحكومية والصندوق القومي اليهودي.
وتقوم لجان القبول هذه بفحص المتقدمين للحصول على وحدات سكنية في المدن الزراعية والمجتمعية في إسرائيل، وتشمل مسؤوليها مسؤولاً كبيراً من المنظمة الصهيونية العالمية أو الوكالة اليهودية. يوجد في حوالي 700 مدينة في إسرائيل (أي ما يقرب من 70% من جميع المدن في إسرائيل) لجان قبول مرتبطة بها. وتتضمن المعايير التي تطبقها هذه اللجان معيار الملاءمة، الذي تصفه منظمة عدالة بأنه معيار تعسفي ويفتقر إلى الشفافية. وتشير منظمة عدالة إلى أن العرب وغيرهم من المجموعات المهمشة في إسرائيل يتم استبعادهم باستخدام معايير الملاءمة هذه. وتشمل هذه المجموعات اليهود المزراحيين والمثليين جنسياً.
علاوة على ذلك، وافقت عدة بلدات في إسرائيل على قوانين فرعية تؤكد على طابعها اليهودي، وتشترط القبول في المجتمع على "الولاء للرؤية الصهيونية".
تُعزى سياسات الأراضي التمييزية إلى حد كبير إلى سياسات الصندوق القومي اليهودي، الذي نُقلت إليه 13% من إجمالي أراضي إسرائيل من الدولة بين عامي 1949 و1953. يُخصص 50% من مقاعد مجلس سلطة أراضي إسرائيل لممثلي الصندوق القومي اليهودي (بموجب قانون سلطة أراضي إسرائيل لعام 1960)، مما يمنح الصندوق القومي اليهودي دورًا كبيرًا في تحديد سياسات الأراضي الإسرائيلية على 93% من أراضي الدولة (ما يُسمى "أراضي إسرائيل"). ومن هذه السياسات حظر تخصيص أراضي الصندوق القومي اليهودي لغير اليهود.

## الأقليات العرقية وقوانين مكافحة التمييز وقوانين الهجرة
صادقت إسرائيل على العهد الدولي الخاص بالحقوق الاقتصادية والاجتماعية والثقافية والاتفاقية الدولية للقضاء على جميع أشكال التمييز العنصري.
تتمتع الأقليات العرقية والدينية بحقوق التصويت الكاملة في إسرائيل ويحق لها الحصول على مزايا حكومية بموجب قوانين مختلفة. يحظر قانون العمل الإسرائيلي (1988) التمييز – في التوظيف، وظروف العمل، والترقية، والتدريب المهني أو الدراسة، والفصل من الخدمة أو مكافأة نهاية الخدمة، والمزايا والمدفوعات المقدمة للموظفين فيما يتصل بتقاعدهم من العمل – بسبب العرق أو الدين أو الجنسية أو موطن المنشأ، من بين أسباب أخرى.
| الوزارة                 | % من الموظفين العرب |
| ----------------------- | ------------------- |
| صحة                     | 7.2                 |
| تعليم                   | 6.2                 |
| عدالة                   | 3.9                 |
| الصناعة والتجارة والعمل | 3.4                 |
| ينقل                    | 2.3                 |
| الإسكان                 | 1.3                 |
| تمويل                   | 1.2                 |

وعلى الرغم من قانون العمل (1998)، أفادت منظمة عدالة الإسرائيلية لحقوق الإنسان أن المواطنين الفلسطينيين في إسرائيل يواجهون التمييز في فرص العمل والأجور وظروف العمل. كما ذكرت منظمة عدالة أن دولة إسرائيل نفسها (أكبر جهة توظيف في إسرائيل) لا تطبق هذا القانون. على سبيل المثال، يخضع المواطنون الفلسطينيون في إسرائيل الذين يعملون كمقاولين في أعمال التجديد في المؤسسات التعليمية الإسرائيلية لقيود لا يخضع لها الإسرائيليون اليهود. ويتضمن ذلك إلزام المقاول بتعيين حارس أمن مسلح في مقر موقع العمل على نفقته الخاصة.
وفقًا للمادة 15 من قانون الخدمة المدنية [التعيينات]، يحق للمواطنين الإسرائيليين من الإناث أو ذوي الإعاقة أو من أصل عربي أو أفريقي أسود الحصول على عمل إيجابي في الخدمة المدنية. علاوة على ذلك، يحق للمواطنين الإسرائيليين من أصل عربي أو أفريقي أسود، أو من ذوي الإعاقة، الحصول على إجراءات إيجابية فيما يتعلق بالقبول في الجامعات والكليات، كما يحق لهم الحصول على منح دراسية كاملة من الدولة.
يحظر قانون حظر التمييز في المنتجات والخدمات والدخول إلى أماكن الترفيه والأماكن العامة ‏ على الأشخاص الذين يديرون الأماكن العامة، أو يقدمون الخدمات أو المنتجات، التمييز بسبب العرق أو الدين أو الجنسية أو موطن الأصل، من بين أسباب أخرى. وفقًا لتقرير وزارة الخارجية الأمريكية لعام 2010 حول ممارسات حقوق الإنسان ‏ في إسرائيل والأراضي المحتلة، يحظر القانون الإسرائيلي التمييز على أساس العرق، وقد طبقت الحكومة هذه المحظورات بفعالية.
| الإشغال                            | الموظفين العرب (%) | الموظفين اليهود (%) |
| ---------------------------------- | ------------------ | ------------------- |
| البناء (الذكور)                    | 28.4               | 5.4                 |
| العمال غير المهرة                  | 14.6               | 6.4                 |
| الأنشطة التجارية                   | 5.6                | 14.3                |
| المناصب الإدارية                   | 2.3                | 7.3                 |
| الخدمات المصرفية والتأمين والتمويل | 0.8                | 4.3                 |

### المواطنون العرب في إسرائيل
زعمت منظمة حقوق الإنسان "بتسيلم" أن العرب في القدس محرومون من حقوق الإقامة، مما أدى إلى نقص في السكن في المناطق العربية في القدس.
وقد اتهمت منظمة هيومن رايتس ووتش التخفيضات في استحقاقات المحاربين القدامى ومخصصات الأطفال على أساس الخدمة العسكرية للوالدين بأنها تمييز ضد الأطفال العرب: "ستؤثر التخفيضات أيضًا على أطفال الآباء اليهود المتشددين الذين لا يخدمون في الجيش، ولكنهم مؤهلون للحصول على إعانات إضافية، بما في ذلك المكملات التعليمية، غير المتاحة للأطفال العرب الفلسطينيين".
وفقًا لتقارير وزارة الخارجية الأمريكية لعام 2004 حول ممارسات حقوق الإنسان في إسرائيل والأراضي المحتلة، فإن الحكومة الإسرائيلية لم تبذل "جهدًا يُذكر للحد من التمييز المؤسسي والقانوني والمجتمعي ضد المواطنين العرب في البلاد". كما حددت تقارير السنوات اللاحقة التمييز ضد المواطنين العرب كمنطقة مشكلة بالنسبة لإسرائيل، لكنها لم تكرر التأكيد على أن إسرائيل لم تبذل جهدًا يُذكر للحد من التمييز.
تقرير وزارة الخارجية الأمريكية لعام 2004 حول ممارسات حقوق الإنسان في البلاد يلاحظ أن:
- يسيطر الصندوق القومي اليهودي على 12.5% من الأراضي العامة، لكن قوانينه تحظر بيع أو تأجير الأراضي لغير اليهود. في أكتوبر/تشرين الأول، تقدمت جماعات حقوق مدنية بالتماس إلى محكمة العدل العليا زعمت فيه أن إعلان العطاء الذي أصدرته إدارة أراضي إسرائيل بشأن أراضي الصندوق القومي اليهودي كان تمييزيا لأنه منع العرب من التقدم بعطاءات. في يناير/كانون الثاني 2005، أصدر النائب العام حكماً يقضي بأن "الحكومة لا تستطيع التمييز ضد العرب الإسرائيليين في تسويق وتخصيص الأراضي التي تديرها"، بما في ذلك أراضي الصندوق القومي اليهودي.[63]
- تزعم منظمات الدفاع عن الحقوق العربية في إسرائيل أن الحكومة أكثر تقييدًا في إصدار تصاريح البناء للمجتمعات العربية، وتتحدى سياسة هدم المباني غير القانونية في القطاع العربي، مما يحد من نمو المجتمع.
- في يونيو/حزيران، قضت المحكمة العليا بأن استبعاد البلدات العربية من الخطط الاجتماعية والاقتصادية الحكومية المحددة يُعدّ تمييزًا. ويستند هذا الحكم إلى تقييمات سابقة للانتهاكات التي يعاني منها العرب الإسرائيليون.
- وقد تم الطعن في الخطة الرئيسية لعام 1996 للمناطق الشمالية من إسرائيل باعتبارها تمييزية. وتضمنت أولوياتها "زيادة عدد السكان اليهود في الجليل وقطع التواصل الإقليمي بين المدن العربية".
- وبسبب إعفائهم من الخدمة العسكرية الإلزامية، كان لدى معظم العرب في إسرائيل قدرة أقل من غيرهم من المواطنين على الوصول إلى المزايا الاجتماعية والاقتصادية التي كانت الخدمة العسكرية شرطاً أساسياً أو ميزة لها، مثل السكن، وإعانات الأسر الجديدة، والتوظيف، وخاصة الوظائف الحكومية أو الصناعية المرتبطة بالأمن. أصدرت لجنة عفري للخدمة الوطنية توصيات رسمية للحكومة بمنح العرب في إسرائيل فرصة أداء الخدمة الوطنية.
- وفقًا لدراسة أجرتها جامعة حيفا عام 2003، كان هناك ميل لفرض عقوبات سجن أشد على المواطنين العرب مقارنةً بالمواطنين اليهود. وزعم المدافعون عن حقوق الإنسان أن المواطنين العرب أكثر عرضة للإدانة بجرائم القتل وحرمانهم من الإفراج بكفالة.
- وخلص تقرير لجنة أور بشأن قتل الشرطة للمتظاهرين العرب الإسرائيليين إلى أن إدارة الحكومة للقطاع العربي كانت "مهملة وتمييزية في المقام الأول"، حيث أدى تخصيص الموارد بشكل غير عادل إلى "ضائقة خطيرة" للمجتمع. وشملت الأدلة على المعاناة الفقر والبطالة ونقص الأراضي والمشاكل التعليمية والبنية الأساسية المعيبة.

وجاء في تقرير وزارة الخارجية الأميركية لعام 2005 عن إسرائيل: "إن الحكومة تحترم عموماً حقوق الإنسان لمواطنيها؛ ومع ذلك، كانت هناك مشاكل في بعض المجالات، بما في ذلك... التمييز المؤسسي والقانوني والمجتمعي ضد المواطنين العرب في البلاد".
وفي تقرير قدم إلى الأمم المتحدة، ادعى البدو أنهم يواجهون التمييز ولا يتم التعامل معهم كمواطنين متساوين في إسرائيل، وأن المدن البدوية لا يتم توفير نفس مستوى الخدمات أو الأراضي للمدن اليهودية من نفس الحجم، كما لا يتم منحهم حق الوصول العادل إلى المياه. رفضت مدينة بئر السبع الاعتراف بالمواقع المقدسة للبدو، على الرغم من توصية المحكمة العليا.
تقرير وزارة الخارجية الأمريكية لعام 2007 حول ممارسات حقوق الإنسان في الدول يلاحظ أن:
- ”وفقًا لدراسة أجريت عام 2005 في الجامعة العبرية، فإن الأموال المستثمرة في تعليم الأطفال اليهود تفوق ثلاثة أضعاف الأموال المستثمرة في تعليم الأطفال العرب“.

في سبتمبر/أيلول 2010، صادقت الحكومة الإسرائيلية على تعديل لقوانين الجنسية في البلاد. وينص مشروع القانون على أن أي شخص يتقدم بطلب للحصول على الجنسية الإسرائيلية يجب أن يقسم قسم الولاء "لإسرائيل كدولة يهودية وديمقراطية ". وقد تعرض هذا التعديل لانتقادات شديدة من جانب العرب الإسرائيليين وكذلك من جانب الحركات اليسارية الإسرائيلية بما في ذلك زعيمة حزب كاديما المعارض تسيبي ليفني. قال عالم النفس التربوي الإسرائيلي البروفيسور جافرييل سولومون أن قسم الولاء يشبه قوانين نورمبرغ. يقول مؤيدو التعديل إن غير اليهود الذين يصبحون مواطنين يجب أن يدركوا تمامًا أن "دولة إسرائيل هي التعبير الوطني عن تقرير المصير للشعب اليهودي".
وتمنع إسرائيل مواطنيها من زيارة الدول المعادية دون إذن، وهو قيد السفر الذي شمل في عام 2015 سوريا والعراق وإيران ولبنان واليمن والمملكة العربية السعودية. ويزعم مركز عدالة القانوني أن هذا يشكل تمييزا غير متناسب ضد المواطنين العرب الإسرائيليين، وأن السلطات لم تحتجز الإسرائيليين اليهود عند عودتهم من رحلات إلى بلدان غير مرخصة كما فعلت مع العرب الإسرائيليين. كما تعرضت هيئة مطارات إسرائيل لانتقادات بسبب التمييز العنصري ضد المواطنين العرب. يحتفظ مركز عدالة القانوني بقائمة تضم أكثر من 50 قانونًا يزعم أنها تميز ضد المواطنين العرب. في عام 2015، كان هناك تمييز عنصري ضد المواطنين العرب من قبل أجهزة الأمن والمواطنين الآخرين، فضلاً عن الهجمات الانتقامية ضد العرب.
منذ اندلاع حرب غزة، نفذت إسرائيل اعتقالات واحتجازات جماعية للفلسطينيين والعرب الإسرائيليين، حيث تم اعتقال أو احتجاز الآلاف في إسرائيل والأراضي الفلسطينية المحتلة. في 5 نوفمبر 2023، ذكرت شبكة سي إن إن أن "العشرات" من السكان الفلسطينيين والمواطنين العرب في إسرائيل قد تم اعتقالهم في إسرائيل بسبب تعبيرهم عن التضامن مع السكان المدنيين في غزة، أو مشاركة آيات القرآن، أو التعبير عن "أي دعم للشعب الفلسطيني". ووصفت صحيفة هآرتس الاستهداف الواسع النطاق للعرب الإسرائيليين من قبل قوات الأمن الإسرائيلية. وفي إشارة إلى "المئات" من الاستجوابات، ذكرت صحيفة الباييس في الحادي عشر من نوفمبر/تشرين الثاني أن إسرائيل تتعامل بشكل متزايد مع الأقلية العربية باعتبارها " طابوراً خامساً محتملاً".

#### التمييز الإيجابي
وفقًا للمادة 15 من قانون الخدمة المدنية [التعيينات]، يحق للمواطنين العرب الإسرائيليين الحصول على إجراءات إيجابية في التوظيف في الخدمة المدنية. يحق للمواطنين العرب الإسرائيليين الحصول على إجراءات إيجابية في متطلبات القبول بالجامعات والكليات، ويحق لهم الحصول على منح دراسية كاملة من الدولة.

### المهاجرون غير الشرعيين وملتمسو اللجوء
إسرائيل دولة طرف في الاتفاقية المتعلقة بوضع اللاجئين. وتعتبر منظمات حقوق الإنسان الإسرائيلية أن نظام اللجوء الإسرائيلي معيب وغير عادل إلى حد كبير، وأن معدل الاعتراف باللاجئين أقل بكثير من 1%. منذ عام 2003، عبر ما يقدر بنحو 70 ألف مهاجر غير شرعي من مختلف البلدان الأفريقية إلى إسرائيل. تم منح حوالي 600 لاجئ من منطقة دارفور في السودان وضع الإقامة المؤقتة التي يتم تجديدها كل عام، على الرغم من عدم منحهم وضع اللاجئ الرسمي. حصل 2000 لاجئ آخرين من الصراع بين إريتريا وإثيوبيا على وضع الإقامة المؤقتة لأسباب إنسانية، على الرغم من أن إسرائيل تفضل عدم الاعتراف بهم كلاجئين.
في تقرير إخباري نُشر عام 2012، أفادت وكالة رويترز أن "إسرائيل قد تسجن المهاجرين غير الشرعيين لمدة تصل إلى ثلاث سنوات بموجب قانون دخل حيز التنفيذ يوم الأحد، حسبما صرّح مسؤول في وزارة الداخلية، وهو إجراء يهدف إلى وقف تدفق الأفارقة إلى إسرائيل عبر الحدود الصحراوية غير المحكمة مع مصر". وقال وزير الداخلية إيلي يشاي : "لماذا نوفر لهم فرص عمل؟ لقد سئمت من القلوب الرحيمة، بمن فيهم السياسيون. فالوظائف ستُسكنهم هنا، وستنجب لهم أطفالًا، وهذا العرض لن يؤدي إلا إلى قدوم مئات الآلاف الآخرين". وكتب ليل ليبوفيتز ‏ في مجلة تابلت : "لو أن إسرائيل التزمت باتفاقية اللاجئين لعام 1951 التي وقعتها بنفسها، لما رفضت منح اللجوء لـ19 ألف لاجئ أفريقي، معظمهم من السودان والكونغو، هربًا من الإبادة الجماعية والاضطهاد، مما يجعل الدولة اليهودية أقل الدول الغربية استعدادًا لمساعدة الفارين من الإبادة الجماعية".
وبموجب قانون منع التسلل لعام 2014، يتم تعريف جميع المتسللين غير النظاميين للحدود على أنهم "متسللون" ويجوز احتجازهم في سجن سهرونيم ‏ لمدة ثلاثة أشهر "بغرض تحديد الهوية"، ثم لمدة 12 شهرًا في منشأة هولهوت النائية. وأفادت منظمة الخط الساخن للاجئين والمهاجرين ‏ أن السلطات أعادت أكثر من نصف المعتقلين في "حولوت" ‏ إلى سهارونيم لمدة تصل إلى عدة أشهر بسبب مخالفات مختلفة للقواعد. وفي سلسلة من الأحكام، رفضت المحكمة العليا احتجاز المهاجرين إلى أجل غير مسمى وأمرت بالإفراج عن 1178 مهاجرا إريتريا وسودانيا محتجزين منذ أكثر من عام دون توجيه اتهامات إليهم. وقد منعت الحكومة طالبي اللجوء من دخول تل أبيب أو إيلات، حيث كان من الممكن أن يحظوا بمجتمعات داعمة وإمكانية الوصول إلى الخدمات الاجتماعية.
ووفقًا لتقرير وزارة الخارجية الأمريكية لعام 2015 حول ممارسات حقوق الإنسان في الولايات المتحدة، تدهورت بيئة اللاجئين في إسرائيل منذ عام 2011 ”بسبب اعتماد سياسات وتشريعات تهدف إلى ردع طالبي اللجوء في المستقبل من خلال جعل الحياة صعبة على أولئك الموجودين بالفعل في البلاد. وقد أدت هذه الإجراءات إلى زيادة تقليص حقوق السكان وشجعت على مغادرة أولئك الموجودين بالفعل في البلاد.“ ستجعل الحكومة من الصعب التقدم بطلب للحصول على وضع اللاجئ أثناء الاحتجاز لمدة عام، وبمجرد إطلاق سراحه ستطلب من المتقدمين تقديم تبرير لعدم تقديم طلب اللجوء في وقت سابق. وتسمي الحكومة ووسائل الإعلام طالبي اللجوء بـ”المتسللين“، وتربطهم الحكومة ووسائل الإعلام بزيادة الجريمة والأمراض والتشرد.

### المواطنون الأفارقة في إسرائيل
وفقًا لهيئة الإذاعة البريطانية (بي بي سي)، فإن اليهود الإثيوبيين المقيمين في إسرائيل يشكون منذ فترة طويلة من التمييز. وقد نظموا المظاهرات بعد اتفاق بين أصحاب العقارات في جنوب إسرائيل بعدم تأجير أو بيع عقاراتهم لليهود من أصل إثيوبي. شاركت الجالية اليهودية الإثيوبية في المظاهرات بعد ظهور مقطع فيديو يظهر اثنين من رجال الشرطة يضربون جنديًا إثيوبيًا إسرائيليًا يرتدي الزي الرسمي، ديماس فيكاديه. ورغم أن احتجاجات الآلاف من المتظاهرين كانت سلمية في البداية، إلا أن الاشتباكات مع الشرطة تطورت. وزعمت جمعية الحقوق المدنية الإسرائيلية أن الشرطة فشلت في تحذير المتظاهرين قبل استخدام تدابير تفريق الحشود، وأن استخدامها لم يتصاعد تدريجيا. أسقطت الحكومة التهم الموجهة إلى فكاديه، وخلصت إلى أنه لم يبدأ المشاجرة التي أدت إلى ضربه.

## التعليم

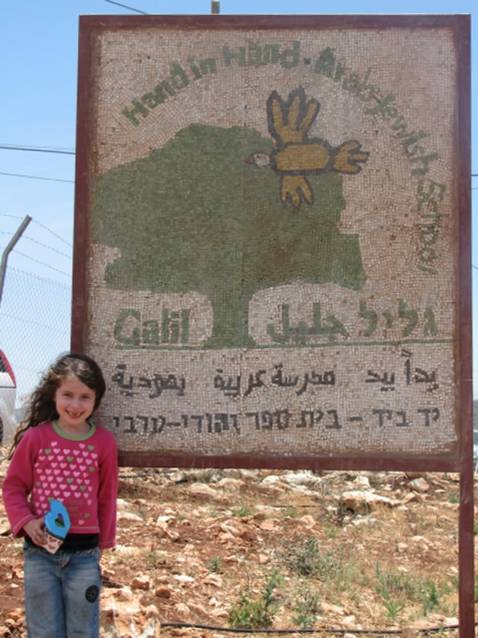
لافتة أمام مدرسة الجليل، وهي مدرسة ابتدائية عرب يهودية مشتركة في إسرائيل.

يحظر قانون حقوق التلاميذ الإسرائيلي لعام 2000 التمييز ضد الطلاب لأسباب طائفية في القبول أو الطرد من مؤسسة تعليمية، وفي إنشاء مناهج تعليمية منفصلة أو عقد فصول دراسية منفصلة في نفس المؤسسة التعليمية، وفي حقوق وواجبات التلاميذ. وقد تم تنفيذ هذا القانون من قبل المحكمة العليا في إسرائيل، مما أثار احتجاجات من جانب الأسر الأرثوذكسية التي اعترضت على إرسال أطفالها إلى المدارس المتكاملة.
أظهرت دراسة أجراها سوريل كاهان من كلية التربية الجامعة العبرية في القدس ونشرت في مجلة ميجاموت في أغسطس/آب 2009 أن ميزانية وزارة التعليم الإسرائيلية المخصصة للمساعدات الخاصة للطلاب من ذوي الخلفيات الاجتماعية والاقتصادية المنخفضة تنطوي على تمييز شديد ضد العرب. وأظهرت الدراسة أيضا أن متوسط حصة الطالب الواحد في المدارس الإعدادية العربية كان خمس المتوسط في المدارس اليهودية. وكان هذا نتيجة لطريقة التخصيص المستخدمة – حيث تم تقسيم أموال المساعدة في البداية بين النظامين المدرسيين العربي واليهودي، وفقًا لعدد الطلاب في كل منهما، ثم تم تخصيصها للطلاب المحتاجين؛ ومع ذلك، نظرًا للنسبة الأكبر من هؤلاء الطلاب في النظام العربي، فقد تلقوا أموالًا أقل، لكل طالب، من الطلاب اليهود. وقالت وزارة التعليم إنها قررت بالفعل التوقف عن تطبيق هذا الأسلوب في التخصيص لصالح أسلوب الفهرس الموحد، دون تقسيم الأموال أولاً بين الأنظمة المدرسية.
| الدرجة         | الهندسة والعمارة | الهندسة والعمارة | العلوم والرياضيات | العلوم والرياضيات | الدواء   | الدواء  | قانون    | قانون   |
| الدرجة         | اليهود %         | العرب %          | اليهود %          | العرب %           | اليهود % | العرب % | اليهود % | العرب % |
| -------------- | ---------------- | ---------------- | ----------------- | ----------------- | -------- | ------- | -------- | ------- |
| الدرجة الأولى  | 90.0%            | 6.0%             | 85.3%             | 9.5%              | 79.3%    | 19.7%   | 92.4%    | 6.7%    |
| الدرجة الثانية | 91.6%            | 3.1%             | 92.9%             | 3.3%              | 86.6%    | 12.3%   | 94.8%    | 4.7%    |
| الدرجة الثالثة | 91.7%            | 2.5%             | 95.1%             | 2.1%              | 93.1%    | 4.1%    | 96.9%    | 3.1%    |

وأظهرت بيانات الوزارة حول نسبة طلاب المدارس الثانوية الذين يجتازون امتحانات الثانوية العامة، موزعة حسب المدينة، أن معظم البلدات العربية كانت الأدنى تصنيفًا – باستثناء بلدة الفريديس العربية التي سجلت ثالث أعلى معدل نجاح (75.86%) في إسرائيل.
اعتبارًا من عام 2007، بلغت نسبة العرب 1.2٪ من جميع الأكاديميين المثبتين أو الحاصلين على منصب أكاديمي في الجامعات الإسرائيلية. وفي المتوسط، تبلغ رواتب هؤلاء الأكاديميين 50% من رواتب نظرائهم اليهود. حتى عام 2008، لم تشغل أي امرأة عربية منصب أستاذة في الجامعات الإسرائيلية.

### العمل الإيجابي
يحق للمواطنين الإسرائيليين من العرب أو السود أو ذوي الاحتياجات الخاصة الحصول على عمل إيجابي في شروط القبول في الجامعات والكليات، كما يحق لهم الحصول على منح دراسية كاملة من قبل الدولة.

### تعليم السجناء
يُسمح للسجناء ذوي السلوك الجيد بأخذ دورات عبر الإنترنت من الجامعة المفتوحة في إسرائيل، واستكمال الدرجات الأكاديمية. يعد برنامج التعليم في السجن مجانيًا للسجناء، حيث تدفع سلطات السجن رسوم الدراسة الجامعية لهم.

## العمال المهاجرون
في عام 2010، أصدرت وزارة الخارجية الأمريكية تقريرًا جاء فيه أن ”حكومة إسرائيل لا تمتثل بشكل كامل للمعايير الدنيا للقضاء على الاتجار بالبشر، إلا أنها تبذل جهودًا كبيرة للقيام بذلك“. وأشار التقرير إلى أن إسرائيل واصلت إجراءات إنفاذ القانون ضد الاتجار بالبشر، وأنشأت مأوى لضحايا الاتجار بالبشر. ومع ذلك، لم تحدد الحكومة هوية الضحايا، وتضاءلت جهود إنفاذ القانون والحماية منذ نقل مهام مكافحة الاتجار بالبشر من شرطة الهجرة إلى وزارة الداخلية.
ذكر تقرير وزارة الخارجية الأمريكية لعام 2015 أن بعض العمال الأجانب عانوا من ظروف عمل قسري، بما في ذلك "احتجاز جوازات السفر بشكل غير قانوني، وتقييد حرية التنقل، وتقييد القدرة على تغيير أو اختيار أصحاب العمل، وعدم دفع الأجور، وساعات العمل الطويلة للغاية، والتهديدات، والاعتداءات الجنسية، والترهيب الجسدي". وكان العمال الزراعيون الأجانب، وعمال البناء، ومقدمو الرعاية التمريضية (وخاصة النساء) الأكثر عرضة لهذه الظروف.

## ذوو الاحتياجات الخاصة
صادقت إسرائيل على اتفاقية حقوق الأشخاص ذوي الإعاقة.
سنت إسرائيل قانون المساواة في الحقوق للأشخاص ذوي الإعاقة في عام 1998. ومع ذلك، ذكر تقرير وزارة الخارجية الأمريكية عن إسرائيل أن ”التمييز بحكم الواقع ضد الأشخاص ذوي الإعاقة“ موجود في إسرائيل. في عام 2014، كان هناك ما يقرب من 1.6 مليون شخص من ذوي الإعاقة يقيمون في إسرائيل. كان حوالي 878،000 شخص تتراوح أعمارهم بين 20 و64 عامًا، و488،000 شخص فوق سن 64 عامًا. أظهر استطلاع أجراه معهد ديالوغ أن جزءًا كبيرًا من السكان الإسرائيليين يجدون صعوبة في تقبل الأشخاص ذوي الإعاقة كجيران أو زملاء عمل أو زملاء في الدراسة. وقال 40% من الذين شملهم الاستطلاع إنهم ”سينزعجون“ إذا كان أطفالهم في المدرسة مع طفل معاق، وقال ثلث المستطلعين تقريبًا إنهم ”سينزعجون“ من العيش في نفس الحي الذي يسكنه معاقون.
في إسرائيل، يعتمد أكثر من 144 ألف شخص من ذوي الإعاقة على الإعانات الحكومية فقط باعتبارها الوسيلة الوحيدة لدعمهم. وفقًا لأري زودكيفيتش وزملائه في منظمة المعاقين الإسرائيلية : "إن المبلغ الذي نحصل عليه لا يكفي حتى لتلبية الاحتياجات الأساسية للأشخاص الذين لا يحتاجون إلى رعاية خاصة". في تل أبيب، تظاهر أكثر من 10،000 شخص تضامنًا مع المعاقين، مطالبين بزيادة التعويضات والاعتراف بهم من الحكومة الإسرائيلية.
ذكر تقرير صادر عام 2005 عن جمعية الحقوق المدنية في إسرائيل أن المستشفيات النفسية الخاصة تحتجز 70 شخصًا لم يعودوا بحاجة إلى العلاج في المستشفى، لكنهم لا يزالون محتجزين فيها لخدمة المصالح المالية للمؤسسات. أظهرت أحدث إحصائيات وزارة الصحة الإسرائيلية أن عدد حالات الدخول إلى مستشفيات الأمراض النفسية في إسرائيل تجاوزت 18،000 حالة.
ابتداءً من عام 2014، طُلب من أرباب العمل الذين يوظفون أكثر من 100 شخص أن يكون 3 في المائة من قوتهم العاملة من الأشخاص ذوي الإعاقة، على الرغم من أن تطبيق هذه الحصة كان محدوداً. وتقل معدلات توظيف الأشخاص ذوي الإعاقة، وغالباً ما يعملون بدوام جزئي مقابل أجور منخفضة. ذكرت منظمة بيزشوت المدافعة عن حقوق الأشخاص ذوي الإعاقة أن معدل توظيف المواطنين العرب ذوي الإعاقة يبلغ نصف معدل توظيف اليهود ذوي الإعاقة، وأن نقص التمويل للبلديات العربية أثر سلباً على الأشخاص ذوي الإعاقة في هذه المجتمعات.

### العمل الإيجابي
وفقاً للمادة 15 من قانون الخدمة المدنية [التعيينات]، يحق للمواطنين الإسرائيليين ذوي الإعاقة الحصول على معاملة تفضيلية في التوظيف في الخدمة المدنية. يحق للمواطنين الإسرائيليين ذوي الإعاقة الحصول على معاملة تفضيلية في شروط القبول بالجامعات والكليات، كما يحق لهم الحصول على منح دراسية كاملة من الدولة.

## الاتجار بالبشر
تعرضت إسرائيل لانتقادات في تسعينيات القرن العشرين بسبب سياساتها وضعف إنفاذها للقوانين المتعلقة بالاتجار بالبشر. تم جلب النساء من جمهوريات الاتحاد السوفييتي السابقة إلى البلاد من قبل عناصر إجرامية للعمل القسري في صناعة الجنس. في عام 1998، قدرت صحيفة جيروزالم بوست أن القوادين الذين يمارسون هذا النشاط يحصلون في المتوسط على ما بين 50 ألفًا إلى 100 ألف دولار أمريكي لكل عاهرة، مما أدى إلى نشوء صناعة على مستوى البلاد تبلغ قيمتها نحو 450 مليون دولار سنويًا. بحلول شهر يوليو/تموز 2000، أقرت إسرائيل قانون حظر الإتجار. وفي تقريرها لعام 2003، أشارت لجنة حقوق الإنسان إلى أنها "ترحب بالتدابير التي اتخذتها الدولة الطرف لمكافحة الاتجار بالنساء لأغراض الدعارة". وقد أشار تقرير وزارة الخارجية الأمريكية لعام 2005 عن إسرائيل إلى "العنف المجتمعي والتمييز ضد المرأة والاتجار بالنساء وإساءة معاملتهن".
في أكتوبر/تشرين الأول 2006، أقر الكنيست قانوناً جديداً يحظر الاتجار بالبشر وينص على عقوبات تصل إلى 16 عاماً في جرائم الاتجار بالبشر، و20 عاماً عندما يكون الضحية قاصراً. ويتناول القانون أيضًا العمل القسري، والعبودية، وسرقة الأعضاء، والدعارة. وينص مشروع القانون أيضًا على تعويض ضحايا التجارة بالبشر والعبودية. وسوف يكون من الممكن إجراء المحاكمات خلف أبواب مغلقة لحماية هوية الضحايا. بحلول شهر نوفمبر/تشرين الثاني، أصبحت أنشطة الدعارة في إسرائيل أقل وضوحا. قامت الشرطة بمداهمة الأماكن التي تقدم خدمات جنسية، واعتقلت مجرمين مرتبطين بالدعارة والاتجار بالجنس. ومع ذلك، يقول النشطاء إن إجراءات الشرطة أدت إلى تحويل الصناعة إلى شقق خاصة ووكالات مرافقة، مما يجعل من الصعب اكتشاف هذه الممارسة.

## الخصخصة وحقوق الإنسان
خلص التقرير السنوي لجمعية حقوق المواطن في إسرائيل لعام 2005 إلى أن ”الخصخصة المتسارعة“ تضر بحقوق الإنسان. ووفقاً للتقرير، فإن ”السياسة الاقتصادية للدولة، بما في ذلك خفض الرواتب، وتقليص المساعدات في مجال السكن، والتراجع المستمر في مشاركة الدولة في تكاليف الرعاية الصحية والتعليم، تدفع بالمزيد من المسنين والأطفال والأسر بأكملها إلى الفقر واليأس. ويبرز بشكل خاص الضرر المتزايد الذي يلحق بحقوق المواطنين في كسب العيش الكريم – بسبب تدني الأجور وعدم تطبيق قوانين العمل“.
في 7 مارس/آذار 2022، اعتقلت السلطات الإسرائيلية صلاح حموري، وهو ناشط فرنسي فلسطيني في مجال حقوق الإنسان. عمل مع مؤسسة الضمير لرعاية الأسير الفلسطيني، والتي حظرتها السلطات الإسرائيلية. وقد تم احتجاز حموري في الاعتقال الإداري دون محاكمة أو تهمة، استناداً إلى أدلة سرية.

## حقوق الإنسان في الأراضي المحتلة

### المحافظة العسكرية الإسرائيلية
منذ عام 1967، سيطرت إسرائيل على الأراضي التي استولت عليها من مصر والأردن وسوريا خلال حرب 1967. ويحق لسكان مرتفعات الجولان الحصول على الجنسية وحقوق التصويت والإقامة التي تسمح لهم بالسفر داخل حدود إسرائيل. ولم تعد إسرائيل تحتفظ بقوة احتلال دائمة في قطاع غزة، ولكنها غزته عدة مرات منذ عام 2005. كما تعرض قطاع غزة للحصار وغيره من التدابير التي تعتبرها إسرائيل ضرورية لأمنها. وأعلنت حكومة إسرائيل أنها تلتزم بأحكام القانون الإنساني الدولي المنصوص عليها في اتفاقية جنيف الرابعة في الأراضي المحتلة. وتنفي إسرائيل أن يكون العهد الدولي الخاص بالحقوق المدنية والسياسية والعهد الدولي الخاص بالحقوق الاقتصادية والاجتماعية والثقافية، اللذان وقعت عليهما، قابلين للتطبيق على الأراضي الفلسطينية المحتلة.

### المنطقتان (أ) و(ب)
ومنذ نقل المسؤوليات إلى الفلسطينيين بموجب اتفاقيات أوسلو، تقول إسرائيل إنها لا يمكن أن تتحمل المسؤولية الدولية عن حقوق الإنسان في هذه المناطق.
خلال انتفاضة الأقصى، أفادت مفوضية الأمم المتحدة لحقوق الإنسان عن "انتهاكات واسعة النطاق ومنهجية وجسيمة لحقوق الإنسان ارتكبتها القوة المحتلة الإسرائيلية، وخاصة عمليات القتل الجماعي والعقوبات الجماعية، مثل هدم المنازل وإغلاق الأراضي الفلسطينية، وهي إجراءات تشكل جرائم حرب وانتهاكات صارخة للقانون الإنساني الدولي وجرائم ضد الإنسانية".
وقد ذكرت محكمة العدل الدولية أن مواثيق حقوق الإنسان واجبة التطبيق وأن إسرائيل انتهكت التزاماتها بموجب القانون الدولي من خلال إنشاء المستوطنات في الأراضي المحتلة. ووفقاً لمحكمة العدل الدولية، لا تستطيع إسرائيل الاعتماد على حق الدفاع عن النفس أو على حالة الضرورة، وهي مذنبة بانتهاك حقوق الإنسان الأساسية من خلال إعاقة حرية التنقل والحق في العمل والصحة والتعليم ومستوى معيشي لائق.

#### اضطهاد نشطاء حقوق الإنسان
اعتقل الجيش الإسرائيلي عبد الله أبو رحمة في عام 2009 لمشاركته في المظاهرات التي تقام أسبوعيا في الضفة الغربية. في 25 أغسطس/آب 2010، أدانت المحكمة العسكرية الإسرائيلية أبو رحمة بارتكاب مادتين من المواد التي تنتهك حرية التعبير في التشريع العسكري: "التحريض، وتنظيم والمشاركة في المظاهرات غير القانونية". وأدانت الممثلة العليا للاتحاد الأوروبي كاثرين أشتون الحكم، وقالت: "يعتبر الاتحاد الأوروبي عبد الله أبو رحمة مدافعاً عن حقوق الإنسان ملتزماً بالاحتجاج السلمي ضد مسار الجدار العازل الإسرائيلي عبر قريته بلعين في الضفة الغربية".

#### التنمية الاقتصادية
وبحسب تقرير منظمة العفو الدولية الصادر في 27 أكتوبر/تشرين الأول 2009، فإن القيود الإسرائيلية تمنع الفلسطينيين من الحصول على كميات كافية من المياه في الضفة الغربية وقطاع غزة. ويقول التقرير إن استهلاك المياه اليومي للفرد في إسرائيل أعلى بأربع مرات من استهلاكه في الأراضي الفلسطينية.

### المستوطنات وعنف المستوطنين

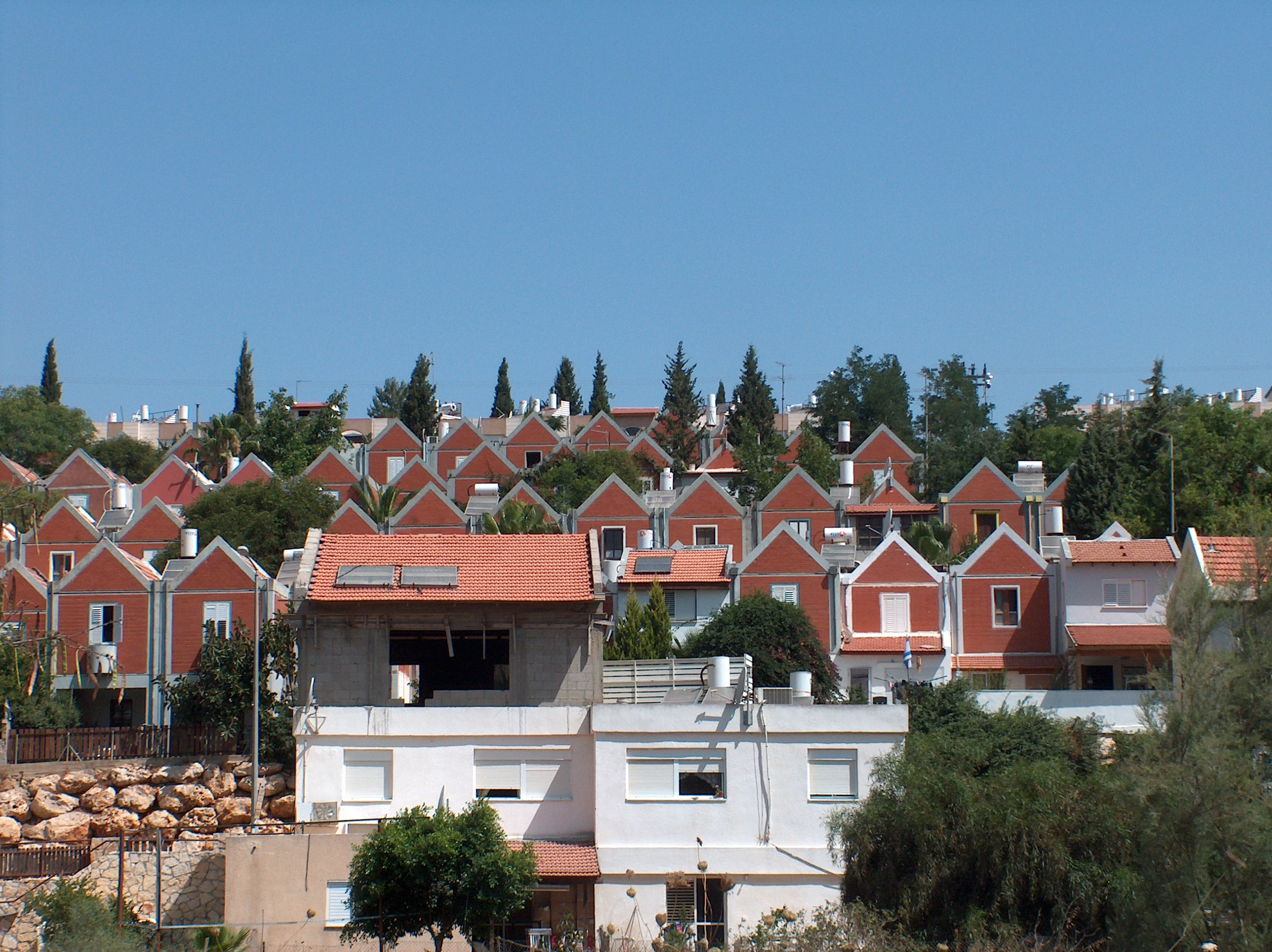
حي في مستوطنة أرييل

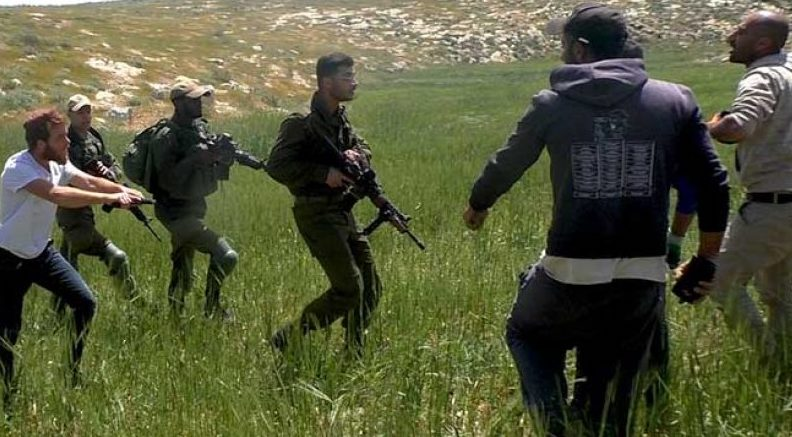
مستوطن مسلح برفقة جنود يهدد مزارعين فلسطينيين قرب قرية التواني جنوب الخليل

إن المستوطنات في الضفة الغربية مبنية على أراض تم الاستيلاء عليها، على سبيل المثال، من خلال إصدار أوامر عسكرية على أساس أمني، أو إعلان المنطقة "أراضي دولة" أو "محمية طبيعية". وتشير منظمات حقوق الإنسان مثل منظمة بتسيلم إلى أن الأراضي يتم الاستيلاء عليها أيضًا بوسائل غير رسمية، من خلال الهجمات على الفلسطينيين في ممتلكاتهم. أفادت منظمة بتسيلم أن "الدولة تدعم هذه الأعمال العنيفة وتدعمها بشكل كامل، بل إن عملاءها يشاركون فيها بشكل مباشر أحيانًا. وبالتالي، فإن عنف المستوطنين هو شكل من أشكال السياسة الحكومية، تدعمه وتشجعه السلطات الرسمية للدولة بمشاركتها الفعالة".
تنص المادة 3 من الاتفاقية الدولية للقضاء على جميع أشكال التمييز العنصري على أن "الدول الأطراف تدين بشكل خاص الفصل العنصري والفصل العنصري وتتعهد بمنع وحظر واستئصال جميع الممارسات من هذا النوع في الأراضي الخاضعة لولايتها القضائية". وقد اعترض خبراء لجنة القضاء على التمييز العنصري في مراجعة لتقرير إسرائيل على إنشاء مستوطنات يهودية فقط، وذكروا أن "وضع المستوطنات يتعارض بشكل واضح مع المادة 3 من الاتفاقية التي، كما هو مذكور في التوصية العامة التاسعة عشرة للجنة، تحظر جميع أشكال الفصل العنصري في جميع البلدان. وكان هناك إجماع بين خبراء القانون على أن حظر التمييز العنصري، بغض النظر عن الأراضي، يشكل قاعدة إلزامية في القانون الدولي.
في 7 نيسان/أبريل 2005، أعربت لجنة الأمم المتحدة لحقوق الإنسان عن ”قلقها البالغ إزاء معاناة المواطنين السوريين في الجولان السوري المحتل بسبب انتهاك حقوقهم الأساسية وحقوق الإنسان منذ الاحتلال العسكري الإسرائيلي في عام 1967... [و] في هذا الصدد، تعرب عن استنكارها للاستيطان الإسرائيلي في الأراضي العربية المحتلة، بما في ذلك الجولان السوري المحتل، وتأسف لرفض إسرائيل المستمر للتعاون مع اللجنة الخاصة واستقبالها“.
يدافع الاستراتيجيون العسكريون الإسرائيليون عن احتلال مرتفعات الجولان باعتباره ضروريًا للحفاظ على منطقة عازلة ضد الهجمات العسكرية المستقبلية من سوريا. تم الاستيلاء على الأرض في حرب الأيام الستة.

### الفصل العنصري الإسرائيلي
وقد أصدرت منظمة العفو الدولية، وهيومن رايتس ووتش، وبتسيلم بيانات تصف إسرائيل بأنها ترتكب جريمة الفصل العنصري ضد الفلسطينيين في الأراضي الفلسطينية المحتلة. وتؤكد منظمة بتسيلم، على سبيل المثال، أن الاحتلال العسكري للضفة الغربية وقطاع غزة لم ينته، وأن هذا الاحتلال ليس مؤقتاً، إذ أنه قائم منذ أكثر من خمسين عاماً. وتستمر منظمة بتسيلم في وصف السياسات الإسرائيلية بأنها تعمل على تعزيز وترسيخ تفوق مجموعة واحدة على أخرى. ويصفون هذا الوضع بأنه نظام فصل عنصري. في عام 2024، وجدت محكمة العدل الدولية في رأي استشاري أن احتلال إسرائيل للأراضي الفلسطينية يشكل انتهاكًا للمادة 3 من الاتفاقية الدولية للقضاء على جميع أشكال التمييز العنصري، بما في ذلك "الفصل العنصري والفصل العنصري". ويحدد الرأي أيضًا الالتزامات المحتملة للدول الثالثة فيما يتعلق ببعض الانتهاكات المحددة.
لقد تمت مقارنة معاملة إسرائيل لغير الإسرائيليين في الأراضي التي تحتلها إسرائيل، على مدى السنوات الأربعين الماضية، بمعاملة جنوب أفريقيا لغير البيض أثناء حقبة الفصل العنصري – من قبل أحزاب مختلفة بما في ذلك مؤتمر النقابات العمالية في جنوب أفريقيا ‏، جيمي كارتر، رئيس الأساقفة ديزموند توتو، والمدعي العام الإسرائيلي مايكل بن يائير ‏. في عام 2009، أصدر مجلس أبحاث العلوم الإنسانية في جنوب أفريقيا دراسة مكونة من 300 صفحة خلصت إلى أن إسرائيل تمارس الاستعمار والفصل العنصري في الأراضي الفلسطينية المحتلة.
يُستخدم مصطلح الفصل العنصري في سياق الضفة الغربية فيما يتعلق ببعض السياسات الإسرائيلية المعمول بها في المنطقة. وتشمل هذه السياسات الطرق والمستوطنات المنفصلة، والقيود المفروضة على حركة الفلسطينيين دون الإسرائيليين – في شكل نقاط تفتيش وتجزئة الضفة الغربية. تمتد المقارنة أيضًا إلى الوصول إلى الموارد الطبيعية مثل المياه والوصول إلى النظام القضائي.
ويجادل أولئك الذين ينتقدون هذا القياس بأن السياسات الإسرائيلية لا تقارن إطلاقاً بنظام الفصل العنصري في جنوب أفريقيا، وأن دوافع السياسات الإسرائيلية والسياق التاريخي لها مختلفان. ويقال إن إسرائيل نفسها دولة ديمقراطية وتعددية، في حين أن الضفة الغربية وغزة ليستا جزءاً من إسرائيل ذات السيادة ولا يمكن مقارنتهما بالسياسات الداخلية لنظام الفصل العنصري في جنوب أفريقيا. وفقًا لجيرالد شتاينبرغ ‏، فإن محاولة وصف إسرائيل بأنها دولة فصل عنصري هي "تجسيد لمعاداة السامية الجديدة التي تسعى إلى حرمان الشعب اليهودي من حق المساواة وتقرير المصير". ويقول آخرون إنها "مقارنة حمقاء وغير عادلة"، وأن المواطنين العرب في إسرائيل لديهم نفس الحقوق التي يتمتع بها المواطنون الإسرائيليون الآخرون وأن "المساواة الاجتماعية والسياسية الكاملة لجميع مواطني [إسرائيل]، دون تمييز على أساس العرق أو العقيدة أو الجنس" مضمونة على وجه التحديد بموجب القانون الإسرائيلي. يقول الصحفي العربي الإسرائيلي خالد أبو طعمة : "لحسن الحظ، يستطيع المواطنون العرب الذهاب إلى الشواطئ والمطاعم ومراكز التسوق نفسها التي يرتادها اليهود في دولة "الأبارتهايد" هذه. علاوة على ذلك، يمكنهم الترشح في أي انتخابات، بل وحتى أن يكون لهم وزير في الحكومة (غالب مجادلة) لأول مرة". ويقول آخرون إن المقارنة بنظام الفصل العنصري تشهيرية ومثيرة للجدل، وتعكس معايير مزدوجة عندما يتم تطبيقها على إسرائيل لأنها لا تعلق على حقوق الإنسان والحقوق المدنية في الدول العربية المجاورة أو داخل الأراضي الفلسطينية.

### الجدار العازل الإسرائيلي في الضفة الغربية

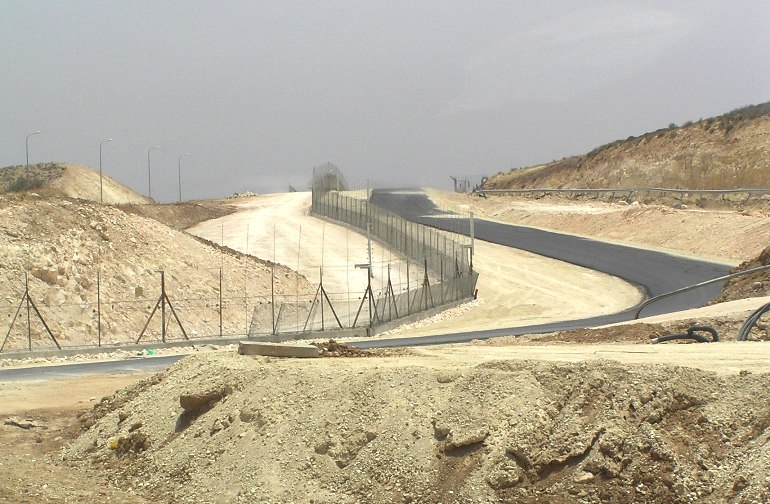
الجدار العازل الإسرائيلي في الضفة الغربية

يعد الحاجز الإسرائيلي في الضفة الغربية، الذي يثير الكثير من الجدل، حاجزًا ماديًا يتكون أساسًا من أسوار وخنادق، وقد شيدته الحكومة الإسرائيلية. ويقع هذا الحاجز جزئيًا داخل الضفة الغربية، وجزئيًا على طول الحدود بين الضفة الغربية وإسرائيل.
في عام 2003، تم إدانة الجدار من خلال قرار للأمم المتحدة تم تمريره "بأغلبية ساحقة" من قبل الجمعية العامة للأمم المتحدة والذي دعا أيضًا إلى وقف جميع أعمال البناء. كما أدانت محكمة العدل الدولية بناء الجدار داخل الضفة الغربية، حيث ذكرت: "إن إسرائيل ملزمة أيضًا بوضع حد لانتهاك التزاماتها الدولية الناجمة عن بناء الجدار في الأراضي الفلسطينية المحتلة... ويجب أن يمحو التعويض، قدر الإمكان، جميع عواقب هذا العمل غير القانوني". وفي عام 2003، قضت المحكمة العليا الإسرائيلية، بشأن امتداد الجدار إلى الشمال الغربي من القدس : "إن مسار [جدار الضفة الغربية] يخل بالتوازن الدقيق بين التزام القائد العسكري بالحفاظ على الأمن والتزامه بتوفير احتياجات السكان المحليين".
وترديدًا لهذا الشعور، أصدرت منظمة العفو الدولية بيانًا في العام 2005، قالت فيه ”قامت إسرائيل ببناء سياج/جدار عبر الضفة الغربية، وحصرت الفلسطينيين في جيوب معزولة معزولة معزولة عن أراضيهم والخدمات الأساسية في البلدات والقرى المجاورة“.
أشار تقرير للأمم المتحدة صدر في أغسطس 2005 إلى أن وجود الجدار ”حل محل الحاجة إلى الإغلاق: فالتنقل داخل شمال الضفة الغربية، على سبيل المثال، أقل تقييدًا في الأماكن التي شُيد فيها الجدار. كما أُزيلت العوائق المادية في محافظتي رام الله والقدس حيث يجري تشييد الجدار“. ويشير التقرير إلى أن زيادة حرية التنقل في المناطق الريفية قد تسهل وصول الفلسطينيين إلى المستشفيات والمدارس، لكنه يشير أيضًا إلى أن القيود المفروضة على التنقل بين المراكز السكانية الحضرية لم تتغير بشكل كبير.

### الأنشطة العسكرية والأمنية
وأبلغت منظمة العفو الدولية عن روايات عن ”عمليات قتل غير مشروعة؛ وتدمير واسع النطاق وعشوائي للممتلكات؛ وعرقلة المساعدة الطبية واستهداف العاملين في المجال الطبي؛ والتعذيب؛ واستخدام الفلسطينيين كدروع بشرية“، والتي وصفتها بأنها جرائم حرب. كما أبلغت المنظمة عن روايات عن ”إطلاق النار المتهور“ و”الاستخدام المفرط للقوة“ من قبل الجيش الإسرائيلي ضد المسلحين مما يعرض حياة المدنيين للخطر.
وتشير كل من منظمة العفو الدولية ومنظمة بتسيلم إلى أن الجنود الإسرائيليين نادراً ما يعاقبون على انتهاكات حقوق الإنسان، ونادراً ما يتم إجراء تحقيقات في الجرائم. وتذهب منظمة بتسيلم إلى حد القول بأنه "لا توجد أي مساءلة" عن الانتهاكات العسكرية الإسرائيلية للقانون الإنساني الدولي. ومن بين 400 حادثة حقق فيها مكتب المدعي العام العسكري بعد حرب غزة 2008–2009، قام الجيش الإسرائيلي بالتحقيق في 52 حالة. ومن بين هذه القضايا الـ52، هناك ما مجموعه ثلاث لوائح اتهام، أطولها كانت بتهمة سرقة بطاقة ائتمان. وتشير منظمة بتسيلم إلى وجود اتجاه نحو عدم المساءلة وتزعم أنه لا توجد هيئة إسرائيلية رسمية قادرة على إجراء تحقيقات مستقلة في الانتهاكات المشتبه بها للقانون الإنساني الدولي.
في عام 2014، أصدرت منظمة العفو الدولية تقريرًا ينتقد إسرائيل لاستخدامها المفرط والمتهور للقوة، والذي لا يُحاسب عليه الجنود الإسرائيليون. وذكرت المنظمة أن خصائص العنف تُشير إلى أنه استُخدم كسياسة، وأن هناك أدلة على أن بعض عمليات القتل ترقى إلى جرائم حرب.
وبحسب جال لوفت ‏، فإن المسلحين الفلسطينيين يستخدمون تكتيك الاختلاط بين السكان المدنيين، وهو ما يؤدي إلى تفاقم الخسائر المدنية في الهجمات الإسرائيلية. وفقًا للوفت، فإن التغطية الإعلامية المتحيزة لعملية الدرع الواقي شجعت المسلحين على استخدام المدنيين واللاجئين كـ"دروع بشرية" لأنهم لم يُحاسبوا على أفعالهم.
وفقًا لتقرير حقوق الإنسان الصادر عن وزارة الخارجية الأمريكية لعام 2010، بدأت شرطة التحقيقات العسكرية في عام 2010 147 تحقيقًا في قضايا القتل والعنف والإضرار بالممتلكات ضد سكان الضفة الغربية وقطاع غزة. في هذه الحالات قدم المدعي العسكري العام 10 لوائح اتهام ضد 12 جنديًا مشتبهًا بارتكاب مخالفات جنائية ضد الفلسطينيين. وقد صدرت ثلاثة أحكام بالإدانة بحق أربعة جنود، ولم تصدر أحكام بالبراءة، وأغلق المدعي العام العسكري ثلاث قضايا وأغلقت ثلاث قضايا ولم يتم البت في سبع قضايا حتى نهاية العام.

#### استخدام الدروع البشرية
وفي عام 2013، خلص تقرير صادر عن لجنة الأمم المتحدة لحقوق الطفل إلى أن القوات الإسرائيلية استخدمت الأطفال الفلسطينيين كدروع بشرية في 14 حالة بين عامي 2010 و2013. وبحسب التقرير فإن جميع من استخدموا الأطفال كدروع بشرية ظلوا دون عقاب.
واعترفت قوات الاحتلال الإسرائيلية باستخدام "إجراء الجار" أو "إجراء الإنذار المبكر"، حيث تشجع قوات الاحتلال الإسرائيلية أحد المعارف الفلسطينيين لرجل مطلوب على محاولة إقناعه بتسليم نفسه. وقد تعرضت هذه الممارسة لانتقادات من البعض باعتبارها استخداماً للدروع البشرية، وهو الادعاء الذي أنكره جيش الاحتلال الإسرائيلي، قائلاً إنه لم يجبر أحداً قط على تنفيذ "إجراء الجار"؛ وإن الفلسطينيين تطوعوا لمنع وقوع خسائر كبيرة في الأرواح. وكانت منظمة العفو الدولية ومنظمة هيومن رايتس ووتش من بين المجموعات التي أجرت مقارنة الدروع البشرية. كما أجرت منظمة بتسيلم الإسرائيلية المقارنة قائلة إنه "لفترة طويلة من الزمن بعد اندلاع عملية الدرع الواقي في الانتفاضة الثانية في أبريل/نيسان 2002، استخدم جيش الاحتلال الإسرائيلي المدنيين الفلسطينيين بشكل منهجي كدروع بشرية، مما أجبرهم على تنفيذ عمليات عسكرية هددت حياتهم". تم حظر إجراء الجار من قبل المحكمة العليا في إسرائيل في عام 2005، ولكن بعض المجموعات تقول إن جيش الاحتلال الإسرائيلي لا يزال يستخدمه، على الرغم من أنهم يقولون إن عدد الحالات انخفض بشكل حاد.
في إبريل/نيسان 2004، أفاد ناشطون في مجال حقوق الإنسان من منظمة حاخامات من أجل حقوق الإنسان ‏ أن جنوداً إسرائيليين استخدموا محمد بدوان البالغ من العمر 13 عاماً كدرع بشري أثناء مظاهرة في قرية بدّو بالضفة الغربية، وذلك بربطه بالزجاج الأمامي لسيارة الجيب الخاصة بهم بغرض، وفقاً لوالد الصبي، تثبيط المتظاهرين الفلسطينيين عن إلقاء الحجارة عليهم. في الأول من يوليو/تموز 2009، ذكرت منظمة العفو الدولية أن القوات الإسرائيلية أجبرت الفلسطينيين على البقاء في غرفة واحدة من منزلهم بينما حولت بقية المنزل إلى قاعدة وموقع قناصة، "واستخدمت فعلياً الأسر، من البالغين والأطفال، كدروع بشرية وعرضتهم للخطر"، على حد قول المجموعة. وقالت منظمة العفو الدولية إن "استخدام المدنيين عمداً لحماية هدف عسكري، وهو ما يشار إليه غالباً باسم استخدام "الدروع البشرية"، يعد جريمة حرب". وتدين جماعات حقوق الإنسان مثل هذه الأفعال باعتبارها انتهاكاً لاتفاقية جنيف الرابعة.

#### القتل الموجه
تنتهج إسرائيل سياسة القتل المستهدف ضد أولئك الذين ترى أن لديهم نوايا للقيام بعمل إرهابي محدد في المستقبل القريب أو أن يكونوا مرتبطين بعدة أعمال إرهابية. في عام 2006، أصدرت المحكمة العليا الإسرائيلية حكمها في قضية اللجنة العامة لمناهضة التعذيب في إسرائيل ضد حكومة إسرائيل. تناولت القضية مسألة ما إذا كانت الدولة تتصرف بشكل غير قانوني في سياستها المتعلقة بالقتل المستهدف. اعتبرت المحكمة أن السياق القانوني هو نزاع "ذي طابع دولي (نزاع مسلح دولي). وبالتالي، فإن القانون المنطبق على النزاع المسلح بين إسرائيل والمنظمات الإرهابية هو القانون الدولي للنزاعات المسلحة". وقضت المحكمة بأن "أعضاء المنظمات الإرهابية ليسوا مقاتلين [...] فهم لا يستوفون شروط المقاتلين بموجب القانون الدولي"، وأنهم "لا يمتثلون لقوانين الحرب الدولية". وخلصت إلى أن "أعضاء المنظمات الإرهابية يتمتعون بصفة المدنيين"، لكن "الحماية التي يوفرها القانون الدولي للمدنيين لا تنطبق في الوقت الذي يشارك فيه المدنيون مباشرة في الأعمال العدائية". وقضت بأنه لا يمكنها تحديد ما إذا كانت عمليات القتل المستهدف قانونية دائمًا أم غير قانونية دائمًا، ولكن يجب إثبات شرعيتها على أساس كل حالة على حدة. نصّ حكمهم على أنه "لا يمكن الجزم مسبقًا بأن كل عملية قتل مستهدف محظورة بموجب القانون الدولي العرفي، كما لا يمكن الجزم مسبقًا بأن كل عملية قتل مستهدف مباحة بموجب القانون الدولي العرفي. فقانون القتل المستهدف مُحدد في القانون الدولي العرفي، ويجب تحديد قانونية كل فعل من هذه الأفعال في ضوئه". وتضمّن الحكم مبادئ توجيهية للأفعال المسموح بها وغير المسموح بها التي تنطوي على عمليات قتل مستهدف، ووفّر شروط التحقيق في جريمة بعض هذه الأفعال.
لقد خطط المسلحون الفلسطينيون لشن هجمات متعددة ضد المدنيين الإسرائيليين مثل التفجيرات الانتحارية أثناء إقامتهم بين المدنيين الفلسطينيين غير المسلحين، وربما كان إحباط مثل هذه الهجمات سبباً في إنقاذ أرواح. ويؤكد الجيش الإسرائيلي أنه ينفذ مثل هذه العمليات العسكرية لمنع الهجمات الوشيكة عندما لا يملك وسائل واضحة لاعتقال منفذي مثل هذه الهجمات أو إحباطها بأساليب أخرى. بعض المعلقين يدّعي أن هذه الممارسة متوافقة مع اتفاقية جنيف الرابعة ( الجزء 3، المادة 1، القسم 28 ) التي تنص على أنه: "لا يجوز استغلال وجود شخص محمي لتحصين نقاط أو مناطق معينة من العمليات العسكرية". ووفقًا لجون بودوريتز، قد تكون هناك ظروف يمنح فيها القانون الدولي إسرائيل الحق في شن عمليات عسكرية ضد أهداف مدنية.
على سبيل المثال، في يوليو/تموز 2002، نفذت قوات الاحتلال الإسرائيلية غارة جوية استهدفت صلاح شحادة، قائد كتائب الشهيد عز الدين القسام، الجناح العسكري لحركة حماس، في منطقة سكنية مكتظة بالسكان في مدينة غزة. وأسفر القصف الليلي عن مقتل 15 شخصًا، منهم تسعة أطفال، وإصابة 150 آخرين. وبحسب الحكومة الإسرائيلية، كان شحادة مسؤولاً عن مقتل المئات من المدنيين الإسرائيليين، وفي وقت سابق طلبت إسرائيل من السلطة الفلسطينية اعتقاله ولكن لم يتم اتخاذ أي إجراء. وتؤكد إسرائيل أن شحادة كان بصدد التحضير لهجوم واسع النطاق آخر داخل إسرائيل وبالتالي كان يشكل "قنبلة موقوتة".
في الأول من مارس/آذار 2009، حصلت صحيفة الإندبندنت على تقرير يتضمن، للمرة الأولى، تفاصيل خدمته في إحدى فرق الاغتيال التابعة للجيش الإسرائيلي. وصف جندي سابق في جيش الاحتلال الإسرائيلي من فرقة الاغتيالات دوره في كمين فاشل أدى إلى مقتل اثنين من المارة الفلسطينيين واثنين من المسلحين. وبحسب ما ذكره المحاور "لا يمكن تحديد المصدر بالاسم، وخاصة لأنه إذا قرر في النهاية التحدث عما حدث، فمن الناحية النظرية يمكن توجيه اتهامات إليه في الخارج لدوره المباشر في اغتيال من النوع الذي تعتبره معظم الدول الغربية انتهاكا خطيرا للقانون الدولي".

#### الحواجز
وفقاً لمنظمة العفو الدولية: "أعاقت نقاط التفتيش العسكرية والحصار حول المدن والقرى الفلسطينية الوصول إلى العمل والتعليم والمرافق الطبية وغيرها من الخدمات الأساسية، أو منعت الوصول إليها. وظلت القيود المفروضة على حركة الفلسطينيين السبب الرئيسي لارتفاع معدلات البطالة والفقر. يعيش أكثر من نصف السكان الفلسطينيين تحت خط الفقر، مع تزايد أعداد من يعانون من سوء التغذية ومشاكل صحية أخرى."
في أغسطس/آب 2009، انتقدت رئيسة مفوضية الأمم المتحدة لحقوق الإنسان نافي بيلاي إسرائيل بسبب حصارها لقطاع غزة في تقرير مكون من 34 صفحة، ووصفته بأنه انتهاك لقواعد الحرب. وفي سبتمبر/أيلول 2009، وجدت الأمم المتحدة في تقرير جولدستون أن الحصار المفروض على غزة يرقى إلى مستوى العقاب الجماعي وبالتالي فهو غير قانوني.

### حرب لبنان 2006
اتهمت منظمة هيومن رايتس ووتش ومنظمات أخرى إسرائيل بارتكاب جرائم حرب أثناء حرب لبنان عام 2006. ورفضت إسرائيل هذه الاتهامات واتهمت حزب الله بإطلاق النار عمداً من مناطق مدنية أثناء القتال.

### الحرب على غزة 2009
نشرت بعثة الأمم المتحدة لتقصي الحقائق بشأن النزاع في غزة تقريراً من 575 صفحة في 15 أيلول/سبتمبر 2009، ذكرت فيه أنها وجدت أن جرائم حرب ارتكبت من قبل كلا الطرفين المشاركين في حرب غزة.
ويدين التقرير تصرفات إسرائيل أثناء الصراع بسبب "استخدام القوة غير المتناسبة والتسبب في أضرار جسيمة ودمار للممتلكات والبنية الأساسية المدنية، والمعاناة للسكان المدنيين". وتوصلت اللجنة إلى استنتاج مفاده "أن هناك أدلة قوية تثبت أن إسرائيل ارتكبت العديد من الانتهاكات الخطيرة للقانون الدولي، سواء القانون الإنساني أو قانون حقوق الإنسان، أثناء العمليات العسكرية في غزة". ويزعم التقرير أن إسرائيل استخدمت الفسفور الأبيض بشكل غير متناسب أو مفرط. كما تعرضت إسرائيل لانتقادات شديدة من جانب بعثات تقصي الحقائق الأخرى بسبب استخدامها للفوسفور الأبيض – وهو سلاح حارق يُعتبر استخدامه ضد المدنيين غير قانوني (محظور بموجب اتفاقيات جنيف ) أو في المناطق المدنية بموجب اتفاقية الأسلحة التقليدية – واليورانيوم المنضب أثناء الصراع.
كما أدان تقرير الأمم المتحدة استخدام المسلحين الفلسطينيين للهجمات الصاروخية العشوائية التي استهدفت مناطق مدنية معروفة داخل إسرائيل، وذكر أنه "لا شك أن إطلاق الصواريخ وقذائف الهاون [من قبل الجماعات المسلحة من غزة] كان متعمدًا ومحسوبًا للتسبب في خسائر في الأرواح وإصابة المدنيين وإلحاق الضرر بالمنشآت المدنية. ووجدت البعثة أن هذه الأفعال ترقى أيضًا إلى جرائم حرب خطيرة وربما جرائم ضد الإنسانية".
وبحسب تقرير وزارة الخارجية الأميركية حول حقوق الإنسان لعام 2010، فقد قام المدعي العام العسكري في قوات الاحتلال الإسرائيلية ماندلبليت بالتحقيق في جميع الادعاءات المتعلقة بالتوغل العسكري الإسرائيلي في قطاع غزة في عامي 2008 و2009، وفحص أكثر من 150 حادثة، بما في ذلك تلك الواردة في تقرير غولدستون الصادر عن مجلس حقوق الإنسان التابع للأمم المتحدة في عام 2009. وفي شهري يناير/كانون الثاني ويوليو/تموز، أصدر مندلبليت تحديثات بشأن غالبية التحقيقات، والتي تضمنت تفاصيل الاتهامات الموجهة ضد عدد من الجنود بتهمة القتل غير العمد، والاستخدام غير السليم للمدنيين في زمن الحرب، وسوء السلوك. اعتبارًا من يوليو 2010 أطلق المدعي العام العسكري 47 تحقيقاً جنائياً من قبل الشرطة العسكرية في سلوك جيش الاحتلال الإسرائيلي خلال عملية الرصاص المصبوب وأكمل عدداً كبيراً منها. في 1 وفي أغسطس/آب، أصدر جيش الاحتلال الإسرائيلي أمراً جديداً بتعيين ضباط للشؤون الإنسانية في كل كتيبة لتوفير المزيد من الحماية للسكان المدنيين أثناء التخطيط وقت الحرب والعمليات القتالية.

### 2023: حرب إسرائيل على غزة
في 7 أكتوبر 2023، شنت حماس هجومًا كبيرًا على إسرائيل من قطاع غزة، مما أسفر عن مقتل 1300 شخص على الأقل واحتجاز 199 رهينة على الأقل. في 9 أكتوبر 2023، أعلنت إسرائيل الحرب على حماس وفرضت "حصارًا شاملاً" على قطاع غزة. ونتيجة لذلك، تعاني غزة من أزمة إنسانية حادة. اعتبارًا من 21 نوفمبر 2023 وبحسب وزارة الصحة في غزة، قُتل أكثر من 13300 فلسطيني، من بينهم أكثر من 5600 طفل و3550 امرأة.

## موقف الحكومة تجاه المنظمات غير الحكومية والناشطين
وبحسب تقرير وزارة الخارجية الأميركية لعام 2015 حول ممارسات حقوق الإنسان، كان المسؤولون الإسرائيليون متعاونين بشكل عام مع الأمم المتحدة وجماعات حقوق الإنسان، ودعوا منظمات حقوق الإنسان غير الحكومية للإدلاء بشهاداتها في جلسات الاستماع في الكنيست. يمكن لهذه المجموعات تقديم التماسات مباشرة إلى المحكمة العليا الإسرائيلية بشأن سياسات الحكومة والقضايا الفردية. وعلى النقيض من ذلك، توقفت منظمة حقوق الإنسان الإسرائيلية "بتسيلم" عن تقديم تقارير عن انتهاكات حقوق الإنسان الدولية إلى الحكومة الإسرائيلية، لأنها اعتبرت أنه لا يوجد أي هيئة إسرائيلية رسمية راغبة أو قادرة على إجراء تحقيقات.

### هجمات الحكومة على التمويل والموظفين
تزعم المنظمات غير الحكومية الإسرائيلية والفلسطينية أن الحكومة الإسرائيلية اتخذت إجراءات لمنعها من تلقي التمويل الأجنبي. وقد تم وصف هذا من قبل النقاد بأنه "مكارثي".
في يوليو/تموز 2015، اتهمت نائبة وزير الخارجية تسيبي حوتوفيلي الحكومات الأوروبية بتمويل منظمات غير حكومية إسرائيلية وفلسطينية تسعى إلى "نزع الشرعية عن إسرائيل تحت ستار حقوق الإنسان"، وذكرت منظمات حقوق الإنسان الإسرائيلية الرائدة بتسيلم، وكسر الصمت، ومركز عدالة القانوني. وهددت حوتوفلي بأن حكومتها ستقيد أو تفرض ضرائب على التمويل الأجنبي للمنظمات غير الحكومية الإسرائيلية إذا استمر هذا الوضع.
تم إنهاء مشاركة جمعية حقوق المواطن ‏ ومنظمة بتسيلم في برنامج الخدمة الوطنية التطوعي من قبل الخدمة المدنية في عام 2015، في أعقاب مزاعم حكومية بأنهما تورطا في التشهير والتحريض ضد الجنود الإسرائيليين.
رفضت وزارة الداخلية تجديد تصاريح العمل، كما منعت دخول الأجانب المشتبه في دعمهم لحملة المقاطعة وسحب الاستثمارات وفرض العقوبات ضد إسرائيل إلى إسرائيل، وهي السياسة التي تنطبق أيضًا على الناشطين.
اقترحت الحكومة قانونًا يفرض ضريبة بنسبة 80% على المساهمات من الخارج لمنظمات المجتمع المدني الإسرائيلية، وفقًا لتقرير منظمة بتسيلم.

### تدخل الحكومة في الأنشطة
في 19 أكتوبر 2021، صنفت إسرائيل ست منظمات حقوق إنسان فلسطينية – مؤسسة الضمير، ومؤسسة الحق، ومركز بيسان للبحوث والتطوير، ومنظمة الدفاع عن الأطفال الدولية – فلسطين، واتحاد لجان العمل الزراعي، واتحاد لجان المرأة الفلسطينية – كمنظمات إرهابية.
تقدمت الحكومة بمشروع قانون من شأنه تجريم أي تعاون مع المحكمة الجنائية الدولية. وينص هذا القانون على معاقبة منظمات حقوق الإنسان بالسجن لمدة تصل إلى خمس سنوات إذا قامت بنشر معلومات تشير إلى أن الحكومة أو كبار المسؤولين الإسرائيليين ارتكبوا جريمة حرب أو جريمة ضد الإنسانية. وبناء على ذلك، فإن الكثير من عمل منظمة بتسيلم ـ توثيق ونشر العنف الحكومي ضد الفلسطينيين ـ ربما يكون محظوراً بموجب التشريع الذي تحاول الحكومة سنه، وفقاً لتقرير بتسيلم.
وتواصل الحكومة تعليق التنسيق جزئيا مع منظمة الأمم المتحدة للتربية والعلم والثقافة ( اليونسكو )، والذي بدأ منذ عام 2013. في عام 2015، منعت إسرائيل المقرر الخاص (المحقق) التابع لمجلس حقوق الإنسان التابع للأمم المتحدة من الوصول إلى الضفة الغربية.

## وصلات خارجية
- The Association for Civil Rights in Israel (ACRI) – State of Human Rights Report 2009
- Amnesty International Report 2009 – Israel and the Occupied Palestinian Territories
- B'Tselem – Israeli Human Rights Group focused on areas under military administration
- Human Rights Watch – Israel and the Occupied Territories
- US State Department – 2009 Human Rights Report: Israel and the occupied territories
- A rough guide to Hebron: The world's strangest guided tour highlights the abuse of Palestinians – ذي إندبندنت، 26 January 2008
- MATTI FRIEDMAN، 2014، What the Media Gets Wrong About Israel، The Atlantic.

### الاستشهادات
1. ↑  Israel 2022 Human Rights Report: Executive Summary (PDF). وزارة الخارجية (الولايات المتحدة). 2023. ص. 1–69. مؤرشف من الأصل (PDF) في 2025-03-13.
2. ↑  "Third Committee Spotlights Human Rights Abuses in Conflicts, Stressing Need to End Terrorist Attacks, Genocide, Illegal Hostage-Taking, Enforced Displacement" (Press release). الأمم المتحدة. 17 أكتوبر 2023. مؤرشف من الأصل في 2025-04-29.
3. ↑  "The Avalon Project : Declaration of Israel's Independence 1948". Avalon.law.yale.edu. مؤرشف من الأصل في 2025-05-16. اطلع عليه بتاريخ 2010-07-22.
4. ↑  "Israel's apartheid against Palestinians". منظمة العفو الدولية (بالإنجليزية). 1 Feb 2022. Archived from the original on 2025-06-05. Retrieved 2024-01-10.
5. ↑  Shakir, Omar (27 Apr 2021). "A Threshold Crossed". هيومن رايتس ووتش (بالإنجليزية). Archived from the original on 2025-06-08.
6. ↑  "Apartheid". بتسيلم (بالإنجليزية). Archived from the original on 2025-06-01. Retrieved 2024-01-10.
7. ↑  "ארכיון Settler Violence". ييش دين (بالإنجليزية الأمريكية). Archived from the original on 2025-05-16. Retrieved 2024-01-10.
8. ↑  Gavison، Ruth (1985). "The Controversy over Israel's Bill of Rights". Israel Yearbook of Human Rights. ج. 15: 113–154.
9. 1 2 3 4 5 6 7 8 9 10 11 12 13 14 15  "Inequality Report: The Palestinian Arab Minority in Israel - Adalah". www.adalah.org (بالإنجليزية). Archived from the original on 2025-05-11. Retrieved 2024-01-12.
10. ↑  Concluding Observations of the Human Rights Committee—Israel, CCPR/C/ISR/CO/3, 29 July 2010, para. 2, available at: http://www2.ohchr.org/english/bodies/hrc/docs/CCPR.C.ISR.CO.3.doc نسخة محفوظة 2025-03-18 على موقع واي باك مشين.
11. 1 2  "US watchdog: Israel is Mideast's only 'free' state". جيروزاليم بوست. 21 يناير 2013. مؤرشف من الأصل في 2024-11-07. اطلع عليه بتاريخ 2018-08-21.
12. 1 2 3 4 5 6 7 8 9 10 11 12 13 14 15  Bureau of Democracy, Human Rights, and Labor (13 أبريل 2016). Israel and The Occupied Territories (Report). 2016 Country Reports on Human Rights Practices. US Department of State. مؤرشف من الأصل في 2025-06-09. اطلع عليه بتاريخ 2017-02-14.
13. ↑  Luther Harris Evans, "The General Principles Governing the Termination of a Mandate, The American Journal of International Law, Vol. 26, No. 4 (Oct., 1932), pp. 735–758, American Society of International Law
14. ↑  Krasner، Stephen D. (1999). Sovereignty. دار نشر جامعة برنستون. ص. 92–93. ISBN:0-691-00711-X.
15. ↑  The UN Secretariat reported that the General Assembly established a formal minority rights protection system as an integral part of UN GAR 181(II), 29 November 1947; the 'Plan for the Future Government of Palestine'. Resolution 181(II) was adopted in the second session of the General Assembly. It was cataloged during a review of Minority Rights Treaties conducted in 1950: see Chapter III, A.1. of the UN Document E/CN.4/367 نسخة محفوظة 18 October 2013 على موقع واي باك مشين., 7 April 1950.
UN GAR 181(II) is also listed in the Table of Treaties, on Page xxxviii, of Self-determination and National Minorities, Oxford Monographs in International Law, Thomas D. Musgrave, Oxford University Press, 1997, (ردمك 0-19-829898-6).
16. ↑  See International Human Rights in Context, Henry J. Steiner, Philip Alston, Ryan Goodman, Oxford University Press US, 2008, (ردمك 0-19-927942-X), page 100
17. ↑  "United Nations General Assembly Resolution 181, November 29, 1947, C. Declarations". Yale.edu. مؤرشف من الأصل في 2006-10-29. اطلع عليه بتاريخ 2010-07-22.
18. ↑  wikiquote:Israel#I
19. ↑  Guy S. Goodwin-Gill, and Stefan Talmon, eds., The Reality of International Law: Essays in Honour of Ian Brownlie (Oxford: Clarendon Press, 1999) page 108
20. ↑  D.P. O'Connell author "The Law of State Succession", Volume V of the Cambridge Studies in International and Comparative Law, 1956, Hersh Lauterpacht editor, pages 10–11, and 178
21. ↑  Yvonne Schmidt, "Foundations of Civil and Political Rights in Israel and the Occupied Territories", GRIN Verlag, 2008, (ردمك 3-638-94450-6), page 98
22. ↑  Mallison's testimony during the Senate hearings on "Colonization Of The West Bank Territories By Israel", page 50
23. ↑  Dinstein، Yoram (1996). Israel Yearbook on Human Rights, Volume 25. Martinus Nijhoff Publishers. ص. 210–212. ISBN:90-411-0258-2. مؤرشف من الأصل في 2023-10-10.
24. ↑  Ilan، Shahar. "MKs debate protection of 'equality' in future constitution". Haaretz. مؤرشف من الأصل في 2017-06-06. اطلع عليه بتاريخ 2010-10-24.
25. 1 2  Erakat, Noura. Justice for Some: Law and the Question of Palestine. United States, Stanford University Press, 2019.
26. ↑  "Map of Freedom in the World". فريدم هاوس. 2009. مؤرشف من الأصل في 2011-12-23. اطلع عليه بتاريخ 2009-09-06.
27. ↑  "Democracy Index 2010" (PDF). 2010. مؤرشف من الأصل (PDF) في 2025-06-09. اطلع عليه بتاريخ 2010-12-02.
28. ↑  "2008 Corruption Perceptions Index". Transparency International Annual Report. الشفافية الدولية. 2008. مؤرشف من الأصل في 2009-03-11. اطلع عليه بتاريخ 2009-09-06.
29. ↑  الغارديان, 16 January 2011, "Thousands of Israelis Rally in Defence of Human and Civil Rights: Tel Aviv Sees Largest Demonstration in Years as People Protest against Parliamentary Investigation into Funding of Rights Groups نسخة محفوظة 31 October 2022 على موقع واي باك مشين."
30. ↑  ذا نيشن (مجلة), 26, Feb. 2016, "Israel Unleashes an Onslaught on Human-Rights NGOs, Artists, and Writers: The new wave of McCarthyite smears and repressive laws is unprecedented نسخة محفوظة 21 June 2018 على موقع واي باك مشين."
31. ↑  منظمة العفو الدولية, 12 April 2016, Israeli Government Must Cease Intimidation of Human Rights Defenders, Protect Them from Attacks نسخة محفوظة 13 May 2021 على موقع واي باك مشين."
32. ↑  الصندوق الجديد لإسرائيل, 28 Jan. 2016, "We Refuse to Back Down نسخة محفوظة 31 October 2022 على موقع واي باك مشين."
33. ↑  Association for Civil Rights in Israel, "Overview of Anti-Democratic Legislation Advanced by the 20th Knesset نسخة محفوظة 10 May 2018 على موقع واي باك مشين.," (ACRI report published December 2017) retrieved 9 May 2018
34. ↑  University of Maryland School of Law, Maryland Law Review, A Jewish and (Declining) Democratic State? Constitutional Retrogression in Israel نسخة محفوظة 29 May 2018 على موقع واي باك مشين.," Vol. 77, Issue 1, art. 11
35. ↑  Sheizaf، Noam (30 أكتوبر 2012). "Who gets to vote in Israel's democracy?". مؤرشف من الأصل في 2021-01-25. اطلع عليه بتاريخ 2017-03-23.
36. 1 2 3  Bureau of Democracy, Human Rights, and Labor (26 أكتوبر 2009). Israel and the occupied territories (Report). 2009 International Religious Freedom Report. وزارة الخارجية (الولايات المتحدة). مؤرشف من الأصل في 2009-10-29. اطلع عليه بتاريخ 2009-10-29.
37. ↑  Gilbert، Martin (14 نوفمبر 1994). "Jerusalem: A Tale of One City". ذا نيو ريببلك. ص. (cover story). مؤرشف من الأصل في 2006-05-12. اطلع عليه بتاريخ 2006-07-31.{{استشهاد بمجلة}}:  صيانة الاستشهاد: مسار غير صالح (link)
38. ↑  "Police arrest J'lem rabbi who threatened to carry out terror attack on Temple Mount". Haaretz. 5 أكتوبر 2006. مؤرشف من الأصل في 2009-07-28. اطلع عليه بتاريخ 2015-03-06.
39. ↑  "Restrictions on Old City Jews During Ramadan – Inside Israel – Israel News". Arutz Sheva. 25 سبتمبر 2006. مؤرشف من الأصل في 2024-12-04. اطلع عليه بتاريخ 2010-07-22.
40. ↑  "Satellite News and latest stories". جيروزاليم بوست. مؤرشف من الأصل في 2025-06-09.
41. 1 2  Elder، Akiva (6 نوفمبر 2009). "U.S. State Department: Israel is not a tolerant society". هآرتس. مؤرشف من الأصل في 2010-04-19.
42. ↑  "2008 Human Rights Report: Israel and the occupied territories". وزارة الخارجية (الولايات المتحدة). 25 فبراير 2009. مؤرشف من الأصل في 2009-02-26. اطلع عليه بتاريخ 2010-07-22.
43. ↑  "Baháʼí World Centre". الجامعة البهائية العالمية. 2006. مؤرشف من الأصل في 2015-01-03. اطلع عليه بتاريخ 2006-07-31.
44. ↑  "Diamond Way Buddhism in Israel". Diamond Way Buddhism. 2006. مؤرشف من الأصل في 2025-01-15. اطلع عليه بتاريخ 2006-08-01.
45. ↑  "Buddhanet's Middle East Buddhist Directory: Israel". Buddha Dharma Education Association. 2006. مؤرشف من الأصل في 2006-06-27. اطلع عليه بتاريخ 2006-08-01.
46. 1 2  Rising Tide of Restrictions on Religion نسخة محفوظة 22 April 2015 على موقع واي باك مشين. The Pew Forum, 20 September 2012
47. 1 2  "רשומות הכנסת, קובץ התקנות, 7326, הודעת ברית הזוגיות לחסרי דת (אגרות), התשע"ד-2014. עמוד 486" (PDF).
48. 1 2  "משפחה חדשה" (PDF). News1.co.il. مؤرشف من الأصل (PDF) في 2025-01-09. اطلع عليه بتاريخ 2015-09-28.
49. 1 2  "לראשונה: תעודת הזוגיות של "משפחה חדשה" הוכרה כנישואים". Mako.co.il. 28 ديسمبر 2014. مؤرشف من الأصل في 2024-12-04. اطلع عليه بتاريخ 2015-09-27.
50. 1 2  Ben Lynfield (15 مايو 2006). "Arab spouses face Israeli legal purge". صحيفة الاسكتلنديين. Edinburgh. مؤرشف من الأصل في 2007-03-25.
51. ↑  York، New (1 أغسطس 2003). "Israeli marriage law blocks citizenship for Palestinians". San Francisco Chronicle. مؤرشف من الأصل في 2011-11-12.
52. ↑  "UN blasts Israeli marriage law". BBC News. 15 أغسطس 2003. مؤرشف من الأصل في 2025-01-16. اطلع عليه بتاريخ 2010-01-05.
53. ↑  A/58/18 of 22 August 2003 نسخة محفوظة 22 January 2008 على موقع واي باك مشين.
54. ↑  Ben Lynfield. "Marriage law divides Israeli Arab families". كريستشن ساينس مونيتور. مؤرشف من الأصل في 2025-04-25.
55. ↑  DAN IZENBERG (15 مايو 2006). "High Court upholds law denying Palestinian spouses citizenship". The Jerusalem Post. مؤرشف من الأصل في 2007-10-01. اطلع عليه بتاريخ 2006-09-02.
56. ↑  "Israel's "Demographic Demon" in Court". Middle East Report Online. 1 يونيو 2006. مؤرشف من الأصل في 2006-06-15. اطلع عليه بتاريخ 2006-09-02.
57. 1 2  Chung، Frank (28 ديسمبر 2021). "Australian Barred From Leaving Israel Until the Year 9999". news.com.au. مؤرشف من الأصل في 2022-03-09. اطلع عليه بتاريخ 2022-01-03.
58. ↑  "CCF Israel Report of the Israeli Civil Society" (PDF). tbinternet.ohchr.org. ccfisrael.org. مؤرشف من الأصل (PDF) في 2022-01-16. اطلع عليه بتاريخ 2022-01-05.
59. ↑  Braddick، Imogen (24 ديسمبر 2021). "Dad Banned From Leaving Israel For 8,000 Years in Bizarre Divorce Law". New York Post. مؤرشف من الأصل في 2023-07-22. اطلع عليه بتاريخ 2022-01-03.
60. ↑  Sharma، Shweta (24 ديسمبر 2021). "Australian Citizen Trapped in Israel Since 2013 Banned From Leaving the Country Until 31 December 9999". The Independent. مؤرشف من الأصل في 2025-03-17. اطلع عليه بتاريخ 2022-01-03.
61. ↑  Hall، Jason (27 ديسمبر 2021). "Man Can't Leave Israel For 8,000 Years Until He Pays $3.5M Child Support". wbznewsradio.iheart.com. مؤرشف من الأصل في 2024-12-11. اطلع عليه بتاريخ 2022-01-03.
62. ↑  Sones، Mordechai (12 مارس 2019). "Israeli Coalition of Children and Families Shocks UN Committee". Israel National News. مؤرشف من الأصل في 2024-12-11. اطلع عليه بتاريخ 2022-01-05.
63. 1 2 3 4 5 6 7 8  Bureau of Democracy, Human Rights, and Labor (8 مارس 2006). Israel and the occupied territories (Report). 2005 Country Reports on Human Rights Practices. U.S. Department of State. مؤرشف من الأصل في 2023-08-12. اطلع عليه بتاريخ 2006-08-01.
64. 1 2  "Background of the High Court of Justice's Decision". مؤرشف من الأصل في 2017-11-08. اطلع عليه بتاريخ 2015-03-06.
65. 1 2 3  "Human rights in Israel and Occupied Palestinian Territories". Amnesty International (بالإنجليزية). Archived from the original on 2024-08-11. Retrieved 2024-01-10.
66. ↑  "Israel/OPT: Horrifying cases of torture and degrading treatment of Palestinian detainees amid spike in arbitrary arrests". Amnesty International (بالإنجليزية). 8 Nov 2023. Archived from the original on 2025-06-02. Retrieved 2024-01-10.
67. ↑  See full text of Jerusalem A-19 on Wikisource at s:Jerusalem A-19.
68. ↑  "Landau Commission examined interrogation methods". Btselem.org. مؤرشف من الأصل في 2011-06-05. اطلع عليه بتاريخ 2010-07-22.
69. ↑  "Ha'aretz quoted a senior GSS official". Btselem.org. مؤرشف من الأصل في 2011-06-04. اطلع عليه بتاريخ 2010-07-22.
70. ↑  Amoral America By Robert Fearn p.472
71. ↑  Harriet Sherwood (3 نوفمبر 2011). "Israeli doctors 'failing to report torture of Palestinian detainees'". The Guardian. اطلع عليه بتاريخ 2015-03-06.
72. ↑  Yaniv Ronen (28 نوفمبر 2012). "לימודים אקדמיים של אסירים ביטחוניים" [Academic studies of security prisoners] (PDF) (بالعبرية). مؤرشف من الأصل (PDF) في 2015-05-04.
73. 1 2 3  Shaked، Ronny (20 يونيو 1995). "100 Palestinian prisoners complete academic studies in jail". Ynetnews. مؤرشف من الأصل في 2025-01-19. اطلع عليه بتاريخ 2014-03-24.
74. ↑  "United Nations News Centre". UN News Service Section. 7 مارس 2011. مؤرشف من الأصل في 2016-05-04. اطلع عليه بتاريخ 2015-03-06.
75. ↑  "Press Releases". مؤرشف من الأصل في 2011-06-03. اطلع عليه بتاريخ 2015-03-06.
76. ↑  John Dugard. "Apartheid and the occupation of Palestine". مؤرشف من الأصل في 2011-11-10. اطلع عليه بتاريخ 2015-03-06.
77. ↑  "Statistics on administrative detention". بتسيلم. مؤرشف من الأصل في 2011-06-04.[بحاجة لتحديث]
78. ↑  "Administrative detention: Despair, uncertainty and lack of due process". منظمة العفو الدولية. 30 أبريل 1997. مؤرشف من الأصل في 2006-09-22.
79. ↑  "Administrative Detention". منظمة العفو الدولية. 27 يوليو 2006. مؤرشف من الأصل في 2006-08-24.
80. ↑  Barak Ravid (23 يونيو 2011). "Netanyahu: Israel to toughen conditions of Palestinian prisoners". Haaretz. مؤرشف من الأصل في 2015-05-13. اطلع عليه بتاريخ 2012-05-16.
81. ↑  "Court: End of Free College for Terrorists". Arutz Sheva. 25 ديسمبر 2012. مؤرشف من الأصل في 2021-08-11. اطلع عليه بتاريخ 2014-03-24.
82. ↑  Aluf Benn (يوليو–أغسطس 2001). "Israel: Censoring the past". Bulletin of the Atomic Scientists, College of Behavioral and Social Sciences. University of Maryland. مؤرشف من الأصل في 2009-06-19. اطلع عليه بتاريخ 2009-12-31.
83. ↑  P.R. Kumaraswamy (سبتمبر 1998). "India and Israel: Evolving Strategic Partnership". Mideast Security and Policy Studies. Begin-Sadat Center for Strategic Studies. مؤرشف من الأصل في 2016-03-03. اطلع عليه بتاريخ 2009-12-31.
84. ↑  "נתונים חדשים חושפים טפח מאחורי הקלעים של יחסי הצנזורה הצבאית והעיתונות הישראלית". העין השביעית (بhe-IL). 16 Jun 2021. Archived from the original on 2025-04-06. Retrieved 2022-11-11.{{استشهاد ويب}}:  صيانة الاستشهاد: لغة غير مدعومة (link)
85. ↑  Times، Special to the New York (29 يونيو 1982). "Censorship by Israel: How It's Carried Out". The New York Times. مؤرشف من الأصل في 2024-04-16 – عبر NYTimes.com.
86. ↑  "BBC says sorry to Israel". the Guardian. 12 مارس 2005.
87. ↑  Matar, Haggai (9 Mar 2020). "IDF censor redacted two thousand news items in 2019". +972 Magazine (بالإنجليزية الأمريكية). Archived from the original on 2025-04-23. Retrieved 2021-03-04.
88. ↑  "IDF Military Censor banned nearly 300 articles last year". The Jerusalem Post (بالإنجليزية الأمريكية). 12 Jul 2018. Archived from the original on 2025-02-17. Retrieved 2021-03-04.
89. 1 2 3  "ACRI Report Slashes Civil Rights Abuses and Privatization". Annual Report on Israel. The Association for Civil Rights in Israel. 2005. مؤرشف من الأصل في 2006-06-22. اطلع عليه بتاريخ 2006-07-28.
90. ↑  "35 Israeli Jewish and Arab Rights Groups Call for Ceasefire, Hostage Deal, Political Solution to Conflict". Haaretz (بالإنجليزية). Archived from the original on 2025-01-21. Retrieved 2024-01-29.
91. ↑  Sfard، Michael (2 نوفمبر 2023). "Israel Is Silencing Internal Critics". The New York Times. مؤرشف من الأصل في 2025-04-28. اطلع عليه بتاريخ 2024-01-29.
92. ↑  "Israel – Annual report 2006". مراسلون بلا حدود. 2006. مؤرشف من الأصل في 2007-09-30. اطلع عليه بتاريخ 2006-08-12.
93. ↑  Kershner، Isabel (5 أبريل 2010). "Israeli Rights Groups View Themselves as Under Siege". The New York Times. مؤرشف من الأصل في 2024-12-11.
94. ↑  "Reporters Without Borders – Press Freedom Index 2009". مراسلون بلا حدود. 2009. مؤرشف من الأصل في 2009-10-22. اطلع عليه بتاريخ 2010-01-24.
95. ↑  Tucker، Nati (31 يناير 2013). "Israel falls near bottom of press freedom rankings". Haaretz. مؤرشف من الأصل في 2015-04-15. اطلع عليه بتاريخ 2013-02-02.
96. ↑  "Press Freedom Rankings by Region 2009". فريدم هاوس. 2009. مؤرشف من الأصل في 2012-01-08. اطلع عليه بتاريخ 2010-01-24.
97. ↑  "Israel: Freedom in the World 2023 Country Report". Freedom House (بالإنجليزية). Archived from the original on 2025-06-04.
98. ↑  "Gaza Strip: Freedom in the World 2023 Country Report". Freedom House (بالإنجليزية). Archived from the original on 2025-05-29.
99. ↑  "West Bank: Freedom in the World 2023 Country Report". Freedom House (بالإنجليزية). Archived from the original on 2025-03-06.
100. ↑  "Israel Bans Film about Jenin Refugee Camp". الإذاعة الوطنية العامة. 1 يناير 2003. مؤرشف من الأصل في 2019-05-05.
101. ↑  "Israel court lifts Jenin film ban". BBC News. 11 نوفمبر 2003. مؤرشف من الأصل في 2025-05-31. اطلع عليه بتاريخ 2010-01-05.
102. ↑  "Court: 'Jenin, Jenin' untruthful, but does not slander soldiers". هآرتس. 30 يونيو 2008. مؤرشف من الأصل في 2015-09-24. اطلع عليه بتاريخ 2015-04-06.
103. 1 2  MacIntyre، Donald (6 يناير 2011). "Israeli parliament backs 'McCarthyite' investigation into human rights groups". The Independent. London. مؤرشف من الأصل في 2024-06-20.
104. ↑  High Court rejects appeal against anti-boycott law نسخة محفوظة 16 April 2015 على موقع واي باك مشين. The Times of Israel, 16 April 2015
105. ↑  BDS Roiling Israel, U.S. College Campuses نسخة محفوظة 24 April 2015 على موقع واي باك مشين. The Jewish Week, 22 April 2015
106. 1 2  Burke, Jason (24 Nov 2024). "Israeli government orders officials to boycott left-leaning paper Haaretz". The Guardian (بالإنجليزية البريطانية). ISSN:0261-3077. Retrieved 2024-11-25.
107. ↑  "Israeli arrests of Palestinian journalists soared in 2023: CPJ". Al Jazeera. مؤرشف من الأصل في 2025-03-07. اطلع عليه بتاريخ 2024-01-19.
108. ↑  Molana-Allen، Leila. "Palestinians describe harassment from Israeli forces over social media posts during war". PBS. مؤرشف من الأصل في 2025-05-29. اطلع عليه بتاريخ 2024-06-08.
109. ↑  Scott، Liam. "Haiti, Israel ranked worst for securing justice in journalist killings". Voice of America. مؤرشف من الأصل في 2025-06-02. اطلع عليه بتاريخ 2024-11-01.
110. ↑  "Reporters Sans Frontières". Reports Without Borders. 16 يوليو 2010. مؤرشف من الأصل في 2009-02-19. اطلع عليه بتاريخ 2010-07-22.
111. ↑  "Reporters Sans Frontières". Reports Without Borders. 16 يوليو 2010. مؤرشف من الأصل في 2009-02-19. اطلع عليه بتاريخ 2010-07-22.
112. ↑  "Reporters Sans Frontières". Reports Without Borders. 16 يوليو 2010. مؤرشف من الأصل في 2008-12-20. اطلع عليه بتاريخ 2010-07-22.
113. ↑  "Reporters Sans Frontières". Reports Without Borders. 16 يوليو 2010. مؤرشف من الأصل في 2009-04-29. اطلع عليه بتاريخ 2010-07-22.
114. ↑  "Reporters Sans Frontières". Reports Without Borders. 16 يوليو 2010. مؤرشف من الأصل في 2009-06-04. اطلع عليه بتاريخ 2010-07-22.
115. ↑  "Reporters Sans Frontières". Reports Without Borders. 16 يوليو 2010. مؤرشف من الأصل في 2009-04-21. اطلع عليه بتاريخ 2010-07-22.
116. ↑  "Reporters Sans Frontières". Reports Without Borders. 16 يوليو 2010. مؤرشف من الأصل في 2009-06-07. اطلع عليه بتاريخ 2010-07-22.
117. ↑  "Reporters Sans Frontières". Reports Without Borders. 16 يوليو 2010. مؤرشف من الأصل في 2009-10-22. اطلع عليه بتاريخ 2010-07-22.
118. ↑  "The Declaration of the Establishment of the State of Israel". 1948. مؤرشف من الأصل في 2024-04-13. اطلع عليه بتاريخ 2024-01-29.
119. ↑  "Equality, Religion and Gender in Israel". Jewish Women's Archive (بالإنجليزية). 7 Jul 2021. Archived from the original on 2025-01-07. Retrieved 2024-01-29.
120. ↑  "Israel Women's Network". Jewish Women's Archive (بالإنجليزية). 5 Jul 2021. Archived from the original on 2025-01-17. Retrieved 2024-01-29.
121. ↑  Current Grants. نسخة محفوظة 8 May 2014 على موقع واي باك مشين. Jewish Women's Collaborative International Fund. Retrieved 7 May 2014.
122. 1 2 3 4 5  "העדפה מתקנת בעבודה ובשירות הציבורי". Moital.gov.il. مؤرشف من الأصل في 2013-02-01. اطلع عليه بتاريخ 2015-09-27.
123. ↑  "LGBT+ rights and issues in the Middle East" (PDF). Commons Library Research Briefing, 9 February 2022. 2022. مؤرشف من الأصل (PDF) في 2025-04-07. اطلع عليه بتاريخ 2024-01-29.
124. ↑  "Israel's Supreme Court approves same-sex marriages performed abroad". International Herald Tribune. 21 نوفمبر 2006. مؤرشف من الأصل في 2008-10-16. اطلع عليه بتاريخ 2006-11-25.
125. ↑  "Israel recognizes same-sex marriages performed abroad". CNN. 21 نوفمبر 2006. اطلع عليه بتاريخ 2006-11-25.[وصلة مكسورة]
126. ↑  Walzer، Lee (21 فبراير 2002). "Queer in the Land of Sodom". The Gully. مؤرشف من الأصل في 2024-05-30. اطلع عليه بتاريخ 2006-08-01.
127. ↑  "Homosexual rights around the world". Gay Rights Info. مؤرشف من الأصل في 2005-12-10. اطلع عليه بتاريخ 2011-11-20.
128. ↑  "Gender and employment [Areas of work]". Ilo.org. 1 ديسمبر 2009. مؤرشف من الأصل في 2009-04-27. اطلع عليه بتاريخ 2010-07-22.
129. ↑  Khromchenko، Yulie (28 مارس 2005). "Adalah Accuses Education Min. of Employment Discrimination". Haaretz. مؤرشف من الأصل في 2024-01-12. اطلع عليه بتاريخ 2024-01-12.
130. 1 2 3 4  "Council for Higher Education" (PDF). Che.org.il. مؤرشف من الأصل (PDF) في 2025-01-30. اطلع عليه بتاريخ 2015-09-28.
131. ↑  "ייצוג הולם בשירות המדינה". مؤرشف من الأصل في 2017-07-31. اطلع عليه بتاريخ 2015-03-06.
132. 1 2 3  "2010 Human Rights Report: Israel and the occupied territories". US Department of State. مؤرشف من الأصل في 2011-04-13. اطلع عليه بتاريخ 2015-03-06.
133. ↑  "Arabs are denied residency rights in Jerusalem, rights group says". The Jewish News Weekly of Northern California. 11 أبريل 1997. مؤرشف من الأصل في 2008-01-21.
134. ↑  Israel: Cuts in Child Allowance Discriminate Against Palestinian Arab نسخة محفوظة 31 October 2022 على موقع واي باك مشين., هيومن رايتس ووتش.
135. 1 2  Bureau of Democracy, Human Rights, and Labor (28 فبراير 2005). Israel and the occupied territories (Report). 2004 Country Reports on Human Rights Practices. US Department of State. مؤرشف من الأصل في 2023-07-20. اطلع عليه بتاريخ 2010-07-22.
136. ↑  Bedouin ask UN to help fight systemic discrimination in Israel نسخة محفوظة 5 July 2006 على موقع واي باك مشين.. هآرتس, 3 July 2006
137. ↑  Bureau of Democracy, Human Rights, and Labor (11 مارس 2008). Israel and The Occupied Territories (Report). 2007 Country Reports on Human Rights Practices. US Department of State. مؤرشف من الأصل في 2023-08-12. اطلع عليه بتاريخ 2010-07-22.
138. ↑  "Israeli academic: Loyalty oath resembles racist laws of 1935". Haaretz. 10 أكتوبر 2010. مؤرشف من الأصل في 2015-04-06. اطلع عليه بتاريخ 2015-03-06.
139. ↑  "Identifying with Israel's national character". The Jerusalem Post. 14 مايو 2012. مؤرشف من الأصل في 2013-01-26. اطلع عليه بتاريخ 2015-03-06.
140. ↑  "Thousands of Gaza workers go 'missing' in Israel amid wartime mass arrests". Al Jazeera. 28 أكتوبر 2023. مؤرشف من الأصل في 2025-05-03.
141. ↑  "Israeli Arabs arrested over Gaza social media posts". BBC News. 21 أكتوبر 2023. مؤرشف من الأصل في 2025-06-07.
142. ↑  "Four Former Arab Israeli Lawmakers Detained for Questioning by Police Over Plans for Anti-war Protest". Haaretz. 9 نوفمبر 2023. مؤرشف من الأصل في 2025-03-17.
143. ↑  "'Systematic Witch Hunt:' What Persecution of Arab-Israelis Looks Like Amid Gaza War". Haaretz (بالإنجليزية). 2 Nov 2023. Archived from the original on 2025-01-12.
144. ↑  Kottasová, Ivana; Saifi, Zeena (5 Nov 2023). "'The reaction is extreme': Palestinians fear arrest if they voice sympathy for Gaza civilians". CNN (بالإنجليزية). Archived from the original on 2025-01-18.
145. ↑  Pita, Antonio (11 Nov 2023). "Israel aumenta el cerco a su minoría árabe". El País (بالإسبانية). Archived from the original on 2025-02-11.
146. ↑  "Convention Relating to the Status of Refugees" (PDF). United Nations High Commission for Refugees. 1 أبريل 2011. مؤرشف من الأصل (PDF) في 2023-03-16. اطلع عليه بتاريخ 2012-12-05.
147. ↑  "Until our hearts are completely hardened, Report on asylum procedures in Israel, Hotline for Migrant Workers, April 2012" (PDF). مؤرشف من الأصل (PDF) في 2012-10-18.
148. ↑  African Refugee Development Center. Retrieved 11.11.11, African Refugee Development Center نسخة محفوظة 6 February 2012 على موقع واي باك مشين.
149. ↑  "ACRI.org.il" (PDF). مؤرشف من الأصل (PDF) في 2023-08-06. اطلع عليه بتاريخ 2016-03-25.
150. ↑  "Israel to jail illegal migrants for up to 3 years". رويترز. 3 يونيو 2012. مؤرشف من الأصل في 2012-06-08.
151. ↑  "Israel PM: illegal African immigrants threaten identity of Jewish state نسخة محفوظة 15 November 2016 على موقع واي باك مشين.". The Guardian. 20 May 2012.
152. ↑  Strangers in a Strange Land نسخة محفوظة 16 January 2016 على موقع واي باك مشين. Tablet Magazine, 6 August 2010
153. 1 2  "Israel police clash with Ethiopian Jewish protesters". BBC News. 4 مايو 2015. مؤرشف من الأصل في 2025-01-08. اطلع عليه بتاريخ 2015-05-06.
154. ↑  "Protest against discrimination of Ethiopian Jews". BBC News. مؤرشف من الأصل في 2016-07-22. اطلع عليه بتاريخ 2015-05-06.
155. ↑  "חוק זכויות התלמיד באנגלית – Pupils' Rights Law". Cms.education.gov.il. مؤرشف من الأصل في 2023-08-13. اطلع عليه بتاريخ 2010-05-16.
156. ↑  "Israeli Ultra-Orthodox Jews Protest School Ruling". NPR.org. 17 يونيو 2010. مؤرشف من الأصل في 2023-10-09. اطلع عليه بتاريخ 2010-07-22.
157. ↑  Kashti، Or (12 أغسطس 2009). "Israel aids its needy Jewish students more than Arab counterparts". Haaretz. مؤرشف من الأصل في 2009-08-13. اطلع عليه بتاريخ 2020-10-29.
158. ↑  CBS, Statistical Abstract of Israel 2008, No. 59, Table 8.52.
159. ↑  "Gabon" (PDF). State.gov. مؤرشف من الأصل (PDF) في 2025-03-21. اطلع عليه بتاريخ 2015-09-28.
160. ↑  Survey 40 percent of Israeli public would not want their children to study with disabled child نسخة محفوظة 5 January 2015 على موقع واي باك مشين. The Jerusalem Post, 1 January 2015
161. ↑  "Israeli Organization of Disabled Persons Holds 77 Day "Sit-In" about Benefits". Disability World Issue No. 13. Israeli Organization of the Disabled. 2002. مؤرشف من الأصل في 2006-10-02. اطلع عليه بتاريخ 2006-07-28.
162. ↑  Lerner، Jacob (19 مايو 2005). "Psychiatric Hospitalization" (PDF). Statistical Annual 2004 (بالعبرية والإنجليزية). Israel Ministry of Health. ص. 32–65. مؤرشف من الأصل (PDF) في 2011-10-02. اطلع عليه بتاريخ 2006-07-30.
163. ↑  "Israel Trafficking". Factbook on Global Sexual Exploitation. مؤرشف من الأصل في 2006-08-11. اطلع عليه بتاريخ 2006-08-02.
164. ↑  "A Modern Form of Slavery". The Jerusalem Post. 13 يناير 1998. ص. 10.
165. ↑  Human Rights Committee (21 أغسطس 2003). Concluding Observations of the Human Rights Committee: Israel (Report). United Nations. مؤرشف من الأصل في 2022-06-17. اطلع عليه بتاريخ 2006-07-27.
166. ↑  Marciano، Ilan (20 يونيو 1995). "Knesset approves harsh punishments for human trade – Israel News, Ynetnews". Ynetnews. مؤرشف من الأصل في 2025-01-26. اطلع عليه بتاريخ 2010-07-22.
167. ↑  Walla editorial (14 نوفمبر 2006). "Sex Trafficking Going Down". Walla.co.il. مؤرشف من الأصل في 2013-10-29. اطلع عليه بتاريخ 2006-11-14.
168. ↑  Berg، Raffi (6 نوفمبر 2007). "Israel's fight against sex trafficking". BBC News. مؤرشف من الأصل في 2024-12-04. اطلع عليه بتاريخ 2010-05-04.
169. ↑  "Israel: Free French-Palestinian Rights Worker". Human Rights Watch. 16 أغسطس 2022. مؤرشف من الأصل في 2025-04-26. اطلع عليه بتاريخ 2022-08-16.
170. ↑  Wilson، Scott (30 أكتوبر 2006). "Golan Heights Land, Lifestyle Lure Settlers". The Washington Post. مؤرشف من الأصل في 2024-06-17.
171. ↑  United Nations High Commissioner for Refugees (15 سبتمبر 2005). "7957/04 Mara'abe v. The Prime Minister of Israel". United Nations High Commission for Refugees. مؤرشف من الأصل في 2021-07-16. اطلع عليه بتاريخ 2016-03-25.
172. ↑  "Legal Consequences of the Construction of a Wall in the Occupied Palestinian Territory" (2004)، para 102.
173. ↑  De Waart، Paul J. I. M. (2005). "International Court of Justice Firmly Walled in the Law of Power in the Israeli–Palestinian Peace Process". Leiden Journal of International Law. ج. 18 ع. 3: 477. DOI:10.1017/S0922156505002839. ISSN:0922-1565. S2CID:145200652.
174. ↑  See UN Documents CCPR/C/ISR/2001/2, para 8 and E/1990/6/Add.32, para 5–7
175. ↑  See UN Document E/CN.4/RES/S-5/1 19 October 2000
176. ↑  "Legal Consequences of the Construction of a Wall in the Occupied Palestinian Territory" (2004)، para 88, and 112–113.
177. ↑  "Legal Consequences of the Construction of a Wall in the Occupied Palestinian Territory" (2004)، para 120, 134, and 142.
178. ↑  De Waart، Paul J. I. M. (2005). "International Court of Justice Firmly Walled in the Law of Power in the Israeli–Palestinian Peace Process". Leiden Journal of International Law. ج. 18 ع. 3: 467–487. DOI:10.1017/S0922156505002839. S2CID:145200652.
179. ↑  "Criminalizing Peaceful Protest: Israel Jails Another Palestinian Gandhi" نسخة محفوظة 19 October 2017 على موقع واي باك مشين. by Joseph Dana, Writer, Academic in Jewish History. 25 August 2010.
180. ↑  "Amnesty International: Israel curbing water to Palestinians by Cnaan Liphshiz, Haaretz Correspondent, and Reuters. Retrieved 27 Oct. 2009". Haaretz. Reuters. 2 أبريل 2008. مؤرشف من الأصل في 2010-02-13. اطلع عليه بتاريخ 2010-07-22.
181. ↑  "Three-person committee critiques actions of past governments for lack of commitment to rule of law, but argues Israel has legal right to build settlements". The Jerusalem Post. مؤرشف من الأصل في 2012-07-09.
182. ↑  B'TSelem. "Settler Violence = State Violence". B'TSelem. مؤرشف من الأصل في 2025-05-25. اطلع عليه بتاريخ 2024-01-15.
183. ↑  "See ICERD Article 3". .ohchr.org. مؤرشف من الأصل في 2010-08-05. اطلع عليه بتاريخ 2010-07-22.
184. ↑  "See CERD/C/SR.1250, 9 March 1998". United Nations. مؤرشف من الأصل في 2012-03-09. اطلع عليه بتاريخ 2010-07-22.
185. ↑  Question of the Violation of Human Rights in the Occupied Arab Territories, Including Palestine (Report). United Nations لجنة الأمم المتحدة لحقوق الإنسان. 7 أبريل 2005. مؤرشف من الأصل في 2008-01-22. اطلع عليه بتاريخ 2006-07-27.
186. ↑  "Regions and territories: The Golan Heights". BBC News. 1 أكتوبر 2004. مؤرشف من الأصل في 2009-01-31. اطلع عليه بتاريخ 2006-08-15.
187. ↑  Shakir, O. (2021). A Threshold Crossed. Human Rights Watch. Retrieved from https://www.hrw.org/report/2021/04/27/threshold-crossed/israeli-authorities-and-crimes-apartheid-and-persecution نسخة محفوظة 2025-06-08 على موقع واي باك مشين.
188. ↑  Israel's apartheid against Palestinians. (2023, June 23). Retrieved from https://www.amnesty.org/en/latest/campaigns/2022/02/israels-system-of-apartheid نسخة محفوظة 2025-06-05 على موقع واي باك مشين.
189. ↑  Apartheid. (2024, January 15). Retrieved from https://www.btselem.org/apartheid نسخة محفوظة 2025-05-29 على موقع واي باك مشين.
190. ↑  Siddique، Haroon (29 يوليو 2024). "UK should stop arming Israel after ICJ advisory ruling, top lawyer says". The Guardian. اطلع عليه بتاريخ 2024-07-31.
191. ↑  Al Tamimi، Yussef (30 يوليو 2024). "Implications of the ICJ Advisory Opinion for the EU-Israel Association Agreement". مؤرشف من الأصل في 2025-01-15.
192. ↑  Bodoni، Ronen (20 يونيو 1995). "South African union joins boycott of Israel". Ynetnews. مؤرشف من الأصل في 2025-03-23. اطلع عليه بتاريخ 2010-07-22.
193. ↑  "Jimmy Carter: Israel's 'apartheid' policies worse than South Africa's". Haaretz. 2 أبريل 2008. مؤرشف من الأصل في 2008-10-10. اطلع عليه بتاريخ 2010-07-22.
194. ↑  "Occupation, Colonialism, Apartheid". 22 يونيو 2009. مؤرشف من الأصل في 2009-06-22. اطلع عليه بتاريخ 2020-10-26.
195. ↑  "Israel: an apartheid state?". Le Monde diplomatique – English edition. 10 نوفمبر 2003. مؤرشف من الأصل في 2025-03-10. اطلع عليه بتاريخ 2010-07-22.
196. ↑  "Palestinian Realities". Thejerusalemfund.org. 18 يونيو 2008. مؤرشف من الأصل في 2011-07-16. اطلع عليه بتاريخ 2010-07-22.
197. 1 2  Steinberg، Gerald M. (28 أغسطس 2004). "The Apartheid Propaganda". Aish.com. مؤرشف من الأصل في 2010-04-29. اطلع عليه بتاريخ 2010-07-22.
198. 1 2  Kinsley، Michael (12 ديسمبر 2006). "It's Not Apartheid". The Washington Post. مؤرشف من الأصل في 2023-04-26.
199. ↑  Cohen، Richard (2 مارس 2010). "Israel has its faults, but apartheid isn't one of them". The Washington Post. مؤرشف من الأصل في 2025-04-25.
200. ↑  "The Declaration of the State of Israel". MidEast Web. 2009. مؤرشف من الأصل في 2025-04-29. اطلع عليه بتاريخ 2009-09-09.
201. ↑  Khaled Toameh, 9 March 2010, "For Israel's Arabs It Is Not Apartheid نسخة محفوظة 1 May 2010 على موقع واي باك مشين.", Hudson New York.
202. ↑  Gideon, Shimoni. "Deconstructing Apartheid Accusations Against Israel", presented in September 2007. نسخة محفوظة 8 June 2011 على موقع واي باك مشين.
203. ↑  Rufin, Jean-Christophe. "Chantier sur la lutte contre le racisme et l'antisémitisme" نسخة محفوظة 27 March 2009 على موقع واي باك مشين., presented on 19 October 2004. Cited in Matas, David Aftershock: Anti-Zionism and anti-Semitism. Dundurn, 2005, p. 54 and p. 243, footnotes 59 and 60.
204. ↑  "The poisonous myth of 'Israeli apartheid'". National Post. مايو 2009. اطلع عليه بتاريخ 2008-04-20.[وصلة مكسورة]
205. ↑  Ben Dror Yemini (4 مارس 2007). "ערביי ישראל – במלכודת ההונאה העצמית" [Israeli Arabs in the trap of self-deception]. nrg.co.il (بالعبرية). مؤرشف من الأصل في 2023-10-09. اطلع عليه بتاريخ 2008-04-20.
206. ↑  "UN condemns West Bank 'wall'". BBC News Website. BBC. 22 أكتوبر 2003. مؤرشف من الأصل في 2008-05-28. اطلع عليه بتاريخ 2006-08-12.
207. ↑  "Dismantle the wall, says International Court of Justice". AMNESTY INTERNATIONAL PRESS RELEASE. Amnesty International. 2004. مؤرشف من الأصل في 2006-08-02. اطلع عليه بتاريخ 2006-08-12.
208. ↑  "Court orders changes to West Bank wall". The Guardian. London. 30 يونيو 2004. اطلع عليه بتاريخ 2006-08-12.
209. 1 2 3 4  "Israel and the Occupied Territories" (PDF). Report 2005. منظمة العفو الدولية. 2005. مؤرشف من الأصل (PDF) في 2009-03-05. اطلع عليه بتاريخ 2008-11-10.
210. ↑   نسخة محفوظة 26 March 2009 على موقع واي باك مشين.
211. ↑  "Israeli authorities have proven they cannot investigate suspected violations of international humanitarian law by Israel in the Gaza Strip". B'Tselem. مؤرشف من الأصل في 2025-01-05. اطلع عليه بتاريخ 2024-01-15.
212. 1 2  "This page has been removed". The Guardian. اطلع عليه بتاريخ 2015-03-06.
213. ↑  Luft, Gal (أكتوبر 2002). "Urban Operations in Jenin Refugee Camp: The Israeli Experience" (PDF). كلية كينيدي بجامعة هارفارد. مؤرشف من الأصل (PDF) في 14 يناير 2006. اطلع عليه بتاريخ 6 أغسطس 2006.
214. ↑  "Palestinian children tortured, used as shields by Israel: U.N." Reuters. 20 يونيو 2013. مؤرشف من الأصل في 2025-03-16. اطلع عليه بتاريخ 2015-03-06.
215. ↑  "Israel and the Occupied Territories Shielded from scrutiny: IDF violations in Jenin and Nablus". Amnesty International. 4 نوفمبر 2002. مؤرشف من الأصل في 2025-05-14. اطلع عليه بتاريخ 2007-09-09.
216. ↑  هيومن رايتس ووتش, Jenin: IDF Military Operations, VII. Human Shielding and the Use of Civilians for Military Purposes نسخة محفوظة 24 September 2015 على موقع واي باك مشين., May 2002.
217. 1 2  بتسيلم, "20 July 2006: Israeli Soldiers use civilians as Human Shields in Beit Hanun نسخة محفوظة 4 June 2011 على موقع واي باك مشين.", 20 July 2006.
218. ↑  "Israel Probes "Human Shield" Allegations ", سي بي إس نيوز, 11 April 2007. نسخة محفوظة 2025-05-28 على موقع واي باك مشين.
219. ↑  Johnston, Cynthia. Activists say Israel held boy as human shield نسخة محفوظة 31 October 2022 على موقع واي باك مشين. Reuters, 22 April 2004. Retrieved 18 January 2010
220. ↑  وكالة فرانس برس, 1 July 2009, Amnesty accuses Israel of using human shields in Gaza نسخة محفوظة 5 July 2009 على موقع واي باك مشين.
221. ↑  "Israeli Soldiers use civilians as Human Shields in Beit Hanun". The Israeli Information Center for Human Rights. B'Tselem. 2006. مؤرشف من الأصل في 2011-06-04. اطلع عليه بتاريخ 2006-07-20.
222. ↑  "HCJ 769/02 The Public Committee against Torture in Israel v. The Government of Israel – Summary of Judgment". Supreme Court of Israel. 14 ديسمبر 2006. مؤرشف من الأصل في 2011-06-05.
223. ↑  "HCJ 769/02 The Public Committee against Torture in Israel v. The Government of Israel – Judgment" (PDF). Supreme Court of Israel. 13 ديسمبر 2006. مؤرشف من الأصل (PDF) في 2010-08-09.
224. ↑  Orna Ben-Naftali (31 مارس 2007). "A Judgment in the Shadow of International Criminal Law". Journal of International Criminal Justice. ج. 5 ع. 2: 322–331. DOI:10.1093/jicj/mqm006. مؤرشف من الأصل في 2013-04-15.
225. ↑  Steven R. David (سبتمبر 2002). "Fatal Choices: Israel's Policy of Targeted Killing" (PDF). The Begin-Sadat Center for Strategic Studies, Bar-Ilan University. مؤرشف من الأصل (PDF) في 2016-03-03. اطلع عليه بتاريخ 2006-08-01.
226. ↑  Podhoretz, John (24 يوليو 2002). "Hamas kills its own". نيويورك بوست. ص. 29. مؤرشف من الأصل في 2006-08-22. اطلع عليه بتاريخ 2006-08-05.
Note: The New York Post link to the article may be found here  نسخة محفوظة 13 October 2012 على موقع واي باك مشين., but it requires a subscription.
227. ↑  Schneider، Scott (28 نوفمبر 2003). "What the Geneva Protocols Really Say". StrategyWorld.com. مؤرشف من الأصل في 2007-09-29. اطلع عليه بتاريخ 2007-07-06.
228. ↑  John Dugard (29 أغسطس 2002). Question of the violation of human rights in the occupied Arab territories, including Palestine (Report). United Nations General Assembly. مؤرشف من الأصل في 2006-02-19. اطلع عليه بتاريخ 2006-07-31.
229. ↑  "Insight". CNN. 7 فبراير 2001. مؤرشف من الأصل في 2016-03-03. اطلع عليه بتاريخ 2010-05-04.
230. ↑  "Salah Shehada – Arch Terrorist". Israel Embassy Briefing. United Jewish Communities. 2002. مؤرشف من الأصل في 28 يونيو 2006. اطلع عليه بتاريخ 4 أغسطس 2006.
231. ↑  "The Independent. Israel's death squads: A soldier's story. By Donald Macintyre. Retrieved 20 August 2009". The Independent. London. 1 مارس 2009. مؤرشف من الأصل في 2009-03-02. اطلع عليه بتاريخ 2010-07-22.
232. ↑  "(AP) — GENEVA – U.N. human rights chief Navi Pillay has accused Israel of violating the rules of war with its blockade stopping people and goods from moving in and out of the Gaza Strip". Nola.com. مؤرشف من الأصل في 2011-06-04. اطلع عليه بتاريخ 2010-07-22.
233. ↑  "paragraph 1324-5" (PDF). The Guardian. London. مؤرشف من الأصل (PDF) في 2025-04-22. اطلع عليه بتاريخ 2010-07-22.
234. ↑  "Fatal Strikes: Israel's Indiscriminate Attacks Against Civilians in Lebanon". 2 أغسطس 2006. مؤرشف من الأصل في 2008-02-13 – عبر Human Rights Watch.
235. ↑  Greg Myre (5 ديسمبر 2006). "Offering Video, Israel Answers Critics on War". The New York Times. مؤرشف من الأصل في 2024-12-03.
236. 1 2 3  UN mission finds evidence of war crimes by both sides in Gaza conflict نسخة محفوظة 1 July 2017 على موقع واي باك مشين. United Nations News Centre, 15 September 2009.
237. ↑  Melman، Yossi. "UN to probe claim Israel used depleted uranium bombs in Gaza". Haaretz. مؤرشف من الأصل في 2015-09-24. اطلع عليه بتاريخ 2010-07-17.
238. ↑  "Report of the Independent Fact Finding Committee on Gaza: No Safe Place" (PDF). League of Arab States. مؤرشف من الأصل (PDF) في 2009-10-13. اطلع عليه بتاريخ 2010-07-17.
239. ↑  "Israel attack: PM says Israel at war after 70 killed in attack from Gaza". BBC News. 7 أكتوبر 2023. مؤرشف من الأصل في 2025-06-07. اطلع عليه بتاريخ 2023-10-07.
240. ↑  "Humanitarian crisis in Gaza could get far worse, warns UN relief chief". UN News. United Nations. 17 نوفمبر 2023. مؤرشف من الأصل في 2025-02-19. اطلع عليه بتاريخ 2023-11-19.
241. ↑  "Israel announces 'complete siege' of Gaza, cutting its electricity, food, water, and fuel". Business Insider. 9 أكتوبر 2023. مؤرشف من الأصل في 2025-05-04.
242. ↑  "Premature Gaza babies evacuated to Egypt as Israeli tanks encircle second hospital". Reuters. 20 نوفمبر 2023. مؤرشف من الأصل في 2025-03-15.
243. ↑  "90% Palestinians say coexistence with Israel is 'impossible'". The Business Standard. 21 نوفمبر 2023. مؤرشف من الأصل في 2025-02-20.
244. ↑  "Israeli authorities have proven they cannot investigate suspected violations of international humanitarian law by Israel in the Gaza Strip". B'Tselem. مؤرشف من الأصل في 2025-01-05. اطلع عليه بتاريخ 2024-01-26.
245. ↑  Israel expels Human Rights Watch representative accused of supporting boycott نسخة محفوظة 9 May 2018 على موقع واي باك مشين., 9 May 2018, Independent
246. ↑  Israel Wanted to Bar Entry to Dublin's Lord Mayor Over BDS Ties – but Got His Name Wrong نسخة محفوظة 11 May 2018 على موقع واي باك مشين., Haaretz, 10 April 2018
247. ↑  Two Leading U.S. Human Rights Activists Refused Entry to Israel, One for BDS Ties نسخة محفوظة 10 May 2018 على موقع واي باك مشين., Haaretz, 3 May 2018
248. 1 2  B'Tselem, 24 Feb. 2025, "The Israeli Government Is Trying to Destroy Human Rights Organizations"
249. ↑  "Israel/OPT: Six prominent Palestinian human rights groups banned". International Federation for Human Rights (بالإنجليزية). Archived from the original on 2025-04-21. Retrieved 2022-04-20.